# Historia de los judíos en Italia
La historia de los judíos en Italia, la comunidad judía más antigua de Europa occidental, comenzó en la antigüedad con la presencia de judíos en territorio italiano desde los tiempos precristianos del Imperio Romano, y que continuó a lo largo de los siglos a pesar de los períodos de persecución, racismo y expulsiones que lo afectaron hasta el siglo XX. 

## Los judíos en Roma, durante la antigüedad

### Bajo la República y el Imperio, en la época del paganismo

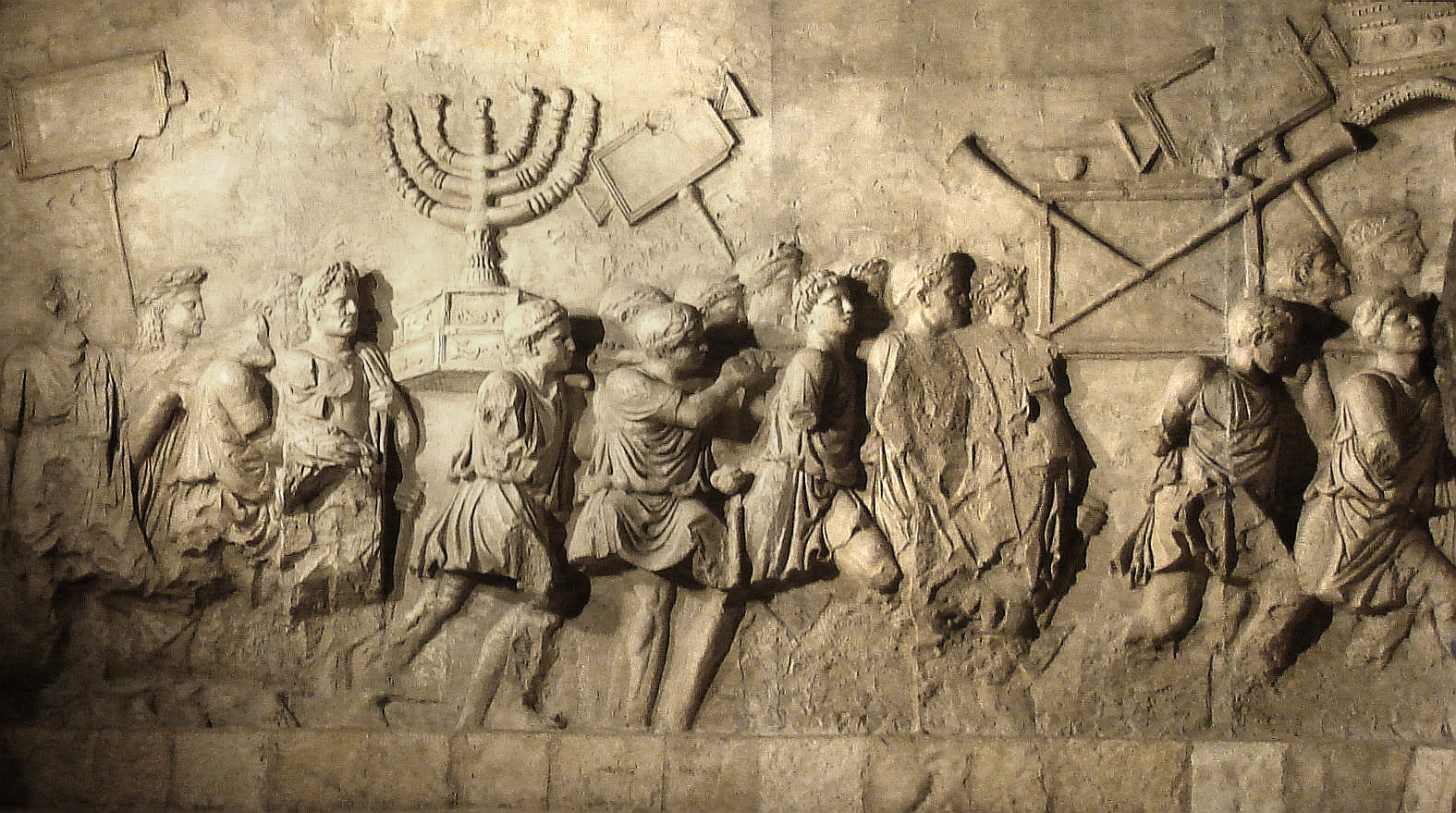
Representación del triunfo romano celebrando el Saqueo de Jerusalén en el Arco de Tito en Roma. La procesión presenta la Menorá y otros vasos tomados del Segundo Templo.

Según el Primer Libro de los Macabeos, Judas Macabeo, líder de los judíos que luchaban contra el poder macedonio en Eretz Israel, envió una embajada al Senado romano en 161 a. C. para negociar una alianza. Este enfoque es repetido varias veces por los príncipes asmoneos, en -146, en -139 y en -133. Parece que los judíos, tal vez comerciantes de la gran comunidad de Alejandría, se establecieron en Roma ya antes del 139 a. C. porque, según Valerio Máximo, los judíos fueron expulsados de Roma ese año por proselitismo.
Una otra embajada fue más tarde enviada por Simón Macabeo a Roma para fortalecer la alianza con los romanos contra el reino helenístico seléucida. Los embajadores recibieron una cordial bienvenida de parte de sus correligionarios que ya residían en Roma.
La comunidad judía de Roma ganó importancia bajo Pompeyo, quien deportó a los prisioneros aprehendidos durante la captura de Jerusalén en 63 a. C. y que aparentemente los liberó rápidamente, prosperando bajo el Imperio romano, aunque hubo varios enfrentamientos relacionados con el compromiso de los judíos con su fe, a pesar de la asimilación de cristianos y judíos revolucionarios por parte de los romanos, El rito de estos judíos, todavía parcialmente observado por sus descendientes y llamado minhag italki así incluye reminiscencias del rito practicado por los judíos de la época del Segundo Templo.
Ya en el año 59 a. C., los judíos despertaron celos, como lo demuestra el alegato fuertemente hostil de Cicerón hacia Lucio Valerio Flaco: «Esta multitud de personas que sabes qué fuerza representan, cuán unidos están y qué papel juegan en nuestras reuniones. En estas condiciones hablaré en voz baja para que solo los jueces escuchen, porque no faltan personas para excitar a estos extranjeros contra mí y contra todos los mejores ciudadanos. Así que no quiero ayudarlos y facilitar sus maniobras. Cada año, el oro se exportaba regularmente a Jerusalén en nombre de los judíos, Italia y todas nuestras provincias.» Si la hostilidad de Cicerón hacia los judíos puede explicarse por su xenofobia, este texto también nos dice que los judíos ya eran relativamente numerosos en Roma en ese momento, solo cuatro años después de la conquista de Jerusalén.
Un gran número de judíos vivieron en Roma incluso durante la era República romana tardía. Eran en gran parte de habla griega y pobres. Debido a que Roma había aumentado los contactos y las relaciones militares y comerciales con el Levante de habla griega, durante los siglos II y I a. C. muchos griegos, y también numerosos judíos, habían llegado a Roma como comerciantes o traídos allí como esclavos.
Los romanos parecen haber visto a los judíos como seguidores de costumbres religiosas retrógradas particulares, pero el antisemitismo como se conocía en el mundo cristiano e islámico no existía. A pesar de su desprecio, los romanos reconocieron y respetaron la antigüedad de su religión y la fama de su Templo en Jerusalén (Templo de Herodes). Muchos romanos no sabían mucho sobre el judaísmo, incluido el emperador Augusto quien, según su biógrafo Suetonio, pensaba que los judíos ayunaban en Shabat. Julio César era conocido como un gran amigo de los judíos, y estos fueron de los primeros en condenar su asesinato.
Pero los judíos y en particular Antípatro, habiendo apoyado la lucha y la toma del poder de Julio César, éste otorga a los sometidos a la dominación romana, un estatuto de los más favorables que les permite mantener una cierta autonomía administrativa y una exención fiscal.·. Este estatuto permanece en vigor hasta la llegada de los emperadores cristianos, sin ser cuestionado por las revueltas judías de los años 70 y 135, a excepción del establecimiento de un impuesto especial, el Fiscus judaicus, por Vespasiano. El nuevo impuesto reemplazó al diezmo, que anteriormente se enviaba al Templo de Jerusalén (destruido por los romanos en el año 70 e. C.), y en su lugar se pagaba al Tempio di Giove Ottimo Massimo en Roma.
Según Filón de Alejandría, Augusto continúa la política favorable de César hacia los judíos: aquellos de ellos que viven en Roma son ciudadanos romanos, pueden donar dinero para el culto en Jerusalén. Augusto también habría exigido a sus funcionarios que pospusieran un día de distribución de granos a los judíos, si los llevaran a quebrantar el Shabat. Philo también nos dice que entonces vivieron en el distrito conocido hoy como Trastevere (antes de extenderse a muchos otros distritos) y fueron a las sinagogas en Shabat. Sin embargo el destino de los judíos en Roma e Italia fluctuó, con expulsiones parciales llevadas a cabo bajo los emperadores Tiberio y Claudio.
Sobre la base de cifras proporcionadas por Flavio Josefo, un estimado de 30.000 a 40.000 es el número de judíos en Roma, en el siglo I. Este gran número está corroborado por el tamaño de las cinco catacumbas judías y por la docena de sinagogas atestiguadas en la antigua Roma. Los epitafios de las catacumbas nos brindan información sobre las numerosas sinagogas que existían entonces en Roma y también sobre su organización, notable por la ausencia de rabinos, función que apareció después de la caída del Segundo Templo, y por la presencia de mujeres entre sus miembros administradores.
Los judíos de Roma generalmente tenían que hablar griego porque la mayoría de las tumbas llevan inscripciones griegas, lo que apoya la suposición de su origen alejandrino y están decoradas con Menorot rituales (candelabros de siete brazos). Sólo una minoría de las tumbas tiene inscripciones en latín. Viven principalmente del comercio y muchos son pobres pero las ruinas de la Sinagoga de Ostia Antica (la sinagoga más antigua de Italia, justo antes de la de Bova Marina) muestran que algunos comerciantes son ricos. Hay artesanos entre los judíos e incluso pintores, actores y poetas pero también mendigos según Juvenal.
A partir del siglo II, la presencia de judíos se atestigua en algunas ciudades costeras al sur de Italia o en el interior. En Roma la comunidad estaba notablemente organizada y dirigida por jefes llamados άρχοντες (arcontes); o γερουσιάρχοι (gherousiarcoi). Los judíos mantenían numerosas sinagogas en Roma, cuyo guía espiritual se llamaba αρχισυνάγωγος (archisunagogos).
Los judíos de la Roma precristiana fueron muy activos en el proselitismo de los romanos, con un número creciente de conversos al judaísmo y filas persistentes de aquellos que adoptaron ciertas prácticas y creencias judías y la fe en el Dios judío, sin convertirse realmente.

## Desde la caída del Imperio Romano hasta 1492

### Asentamientos
Desde el siglo VII hasta el siglo X, las ciudades marítimas italianas se ubicaron en la ruta de los mercaderes Radhanitas y es probable que las comunidades judías permanecieran allí. Están llamados a desempeñar un gran papel en la historia del judaísmo: las primeras comunidades prósperas Ashkenazi se fundan, según la tradición, después de que Carlomagno le trajera a la familia Kalonymus, originaria de Lucca en la Toscana. Tres siglos más tarde, Rabeinu Tam declara que "La Torá vino de Bari y la palabra de Dios de Otranto". Hushiel ben Elhanan, gran autoridad del judaísmo tunecino del siglo IX, es también de Bari, lo que parece confirmar la existencia de academias talmúdicas en estas ciudades.
Al mismo tiempo, los comerciantes judíos romaniotes de los Balcanes descubrieron la riqueza del Véneto y se establecieron allí. En el siglo XI, prestigiosos yeshivot asquenazíes se desarrollaron en la región, y los estudiantes acudieron en masa desde Grecia. Poco a poco, se fueron formando comunidades romaniotes, especialmente en Venecia y Padua, llevando su influencia a la liturgia de esta región.
En el siglo IX, los árabes se apoderaron de Sicilia, donde se establecieron los judíos. Una vida intelectual judía nació allí, así como en el sur de Italia, todavía dependiente del Imperio Bizantino. Shabbetai Donnolo] es el judío más antiguo en escribir un tratado sobre medicina y es en el siglo X que aparece en el sur de Italia el Sefer Yosippon, un libro de historia judía que ha tenido mucho éxito a lo largo de la Edad Media.

### Bajo el reino ostrogodo
Con la promoción del cristianismo a la religión legal del Imperio Romano por Constantino I en 313 (Edicto de Milán), la posición de los judíos en Italia y en todo el imperio disminuyó rápida y dramáticamente. Constantino estableció leyes opresivas para los judíos, pero estas fueron a su vez abolidas por Flavio Claudio Juliano, quien mostró su favor hacia los judíos hasta el punto de permitirles reanudar su proyecto de reconstrucción del Templo de Jerusalén. Esta concesión, sin embargo, fue revocada por su sucesor, que era cristiano; después de eso, la opresión creció considerablemente. El cristianismo niceno fue adoptado como la "Iglesia estatal" del Imperio Romano en 380, poco antes de la caída del Imperio romano de Occidente.
En el momento de la fundación del dominio ostrogodo bajo Teodorico el Grande (493-526), existían prósperas comunidades judías en Roma, Milán, Génova, Palermo, Messina, Agrigento y Cerdeña. Los papas de la época no eran seriamente hostiles a los judíos, y esto explica el ardor con el que estos últimos tomaron las armas a favor de los ostrogodos contra las fuerzas de Justiniano I, particularmente en Nápoles, donde la extenuante defensa de la ciudad fue apoyada casi en su totalidad por judíos. Después del fracaso de varios intentos de hacer de Italia una provincia del Imperio Bizantino, los judíos tuvieron que sufrir una fuerte opresión por parte del exarca de Ravena, pero después de un cierto período de tiempo la mayor parte de Italia fue dominada por los lombardos (568 - 774), bajo quienes vivieron en paz.
De hecho, los lombardos no aprobaron ninguna ley especial con respecto a los judíos. Incluso después de que los lombardos abrazaron el catolicismo,la condición de los judíos siempre se mantuvo favorable, porque los papas de ese tiempo no solo no los persiguieron, sino que les garantizaron una cierta protección. El Papa Gregorio I los trató con gran consideración, y bajo sus sucesores la condición de los judíos no empeoró; lo mismo sucedió en los varios estados más pequeños en los que Italia estaba dividida. 
Tanto los papas como tales estados estaban tan absortos en la continua discordia interna y externa, que los judíos se quedaron solos. En cada uno de los estados de Italia se concedió una cierta protección a los judíos con el fin de asegurar las ventajas de sus empresas comerciales. El hecho de que los historiadores de este período hagan poca mención de los judíos, sugiere que su condición era tolerable.

## Edad Media
Hubo muchas expulsiones, incluida la de Trani en 1380, y también todas las demás de las comunidades judías al sur de Roma y una breve expulsión de Bolonia en 1172. Un sobrino del lexicógrafo rabino Nathan ben Yehiel fue empleado como administrador de la herencia del Papa Alejandro III, quien demostró sus sentimientos amistosos hacia los judíos en el Concilio de Letrán de 1179,en el que derrotó las propuestas de prelados hostiles que trastocaban las leyes antijudías. Bajo el gobierno normando, los judíos del sur de Italia y Sicilia disfrutaron de una libertad aún mayor, ya que se les consideraba iguales a los cristianos, y se les permitía seguir cualquier carrera profesional; también tenían jurisdicción sobre sus propios asuntos. De hecho, en ningún país se ignoraron tan a menudo las leyes canónicas contra los judíos como en Italia. Un papa medieval tardío, Nicolás IV (1288-1292) y Bonifacio VIII (1294-1303), tuvo como médico personal a un judío, Isaac ben Mardoqueo, apodado Maestro Gajo.

### Prosperidad
Desde los siglos xi al XIII, los judíos disfrutaron de prosperidad en todo el sur de Italia, especialmente durante el reinado de Federico II de Hohenstaufen (1220-1250), quien gobernó Sicilia y Puglia y les confió el monopolio de la industria de la seda. Una familia descendiente de un judío convertido, los Pierleoni, da un antípapa Anaclet II (1130-1138) que despertó una oposición muy fuerte debido a sus orígenes judíos, especialmente de Bernardo de Claraval. Este auge económico también va acompañado de influencia intelectual. En Roma, Nathan ben Yehiel (c. 1035-1106) compuso el Aruj, un diccionario de arameo talmúdico que también sirvió como antología de literatura rabínica. Es también en esta época que comienzan a asentarse los judeo-italianos o Italki que se hablará hasta el siglo XX y el rito italiano, todavía utilizado en las sinagogas italianas.

### Desarrollo

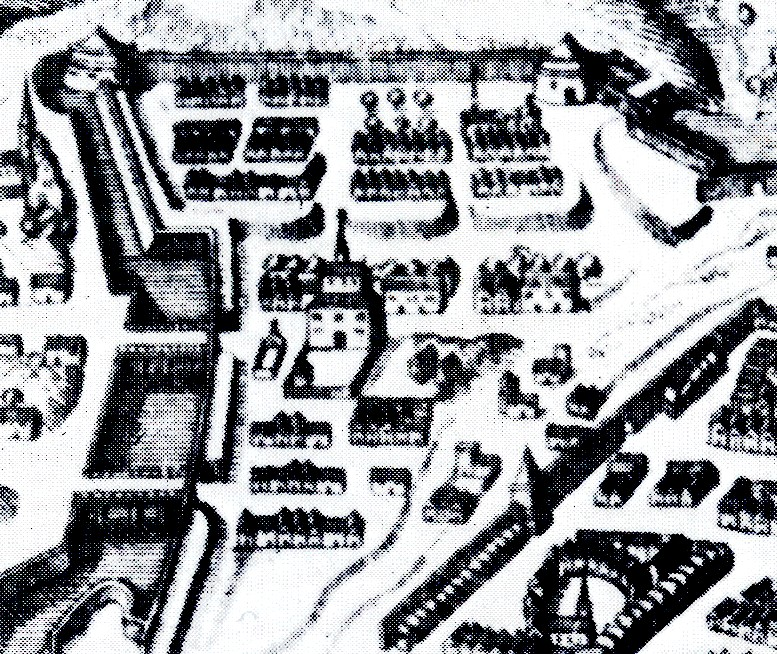
El barrio judío (Giudecca), Messina, siglo XVI

Se estima que fueron unas 300 ciudades italianas donde se establecieron los judíos a mediados del siglo XV. La comunidad judía italiana también se benefició de la expulsión de los judíos de Francia por Felipe el Hermoso en 1306 y luego bajo Carlos VI en 1394. Los inmigrantes franceses se reunieron en las ciudades piamontesas de Asti, Fossano y Moncalvo donde mantuvieron su propio rito, llamado así por las iniciales de estas ciudades minhag apam o afam. Su liturgia, de origen asquenazí, se conserva hasta nuestros días, a pesar de la ausencia de cualquier publicación.
En 1437, en Florencia, Cosme de Médici autorizó a los financieros judíos a crear un banco de préstamos, lo que provocó la competencia cristiana con la creación del Monte de Piedad de Perugia en 1463.
Tal desarrollo no podía ir sin una gran actividad literaria y religiosa e Italia atrajo entonces a los eruditos judíos: era la época de los grandes gramáticos y poetas italianos, a la cabeza de los cuales figura Immanuel ben Salomon, amigo de Dante que manejaba el hebreo, así como el italiano y el latín. En Florencia, Abraham Farissol, un erudito nacido en Aviñón, fue el primer geógrafo judío.
A finales del siglo XV, fue un rabino italiano Ovadia ben Abraham de Bertinoro quien contribuyó al renacimiento de la comunidad judía de Jerusalén mediante la creación de las escuelas e instituciones caritativas indispensables.

### Producción literaria

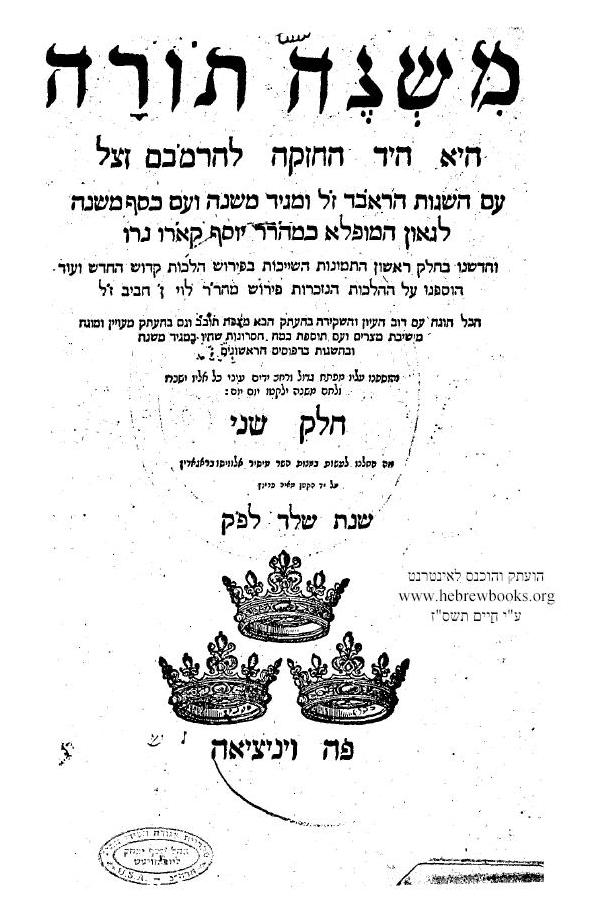
Mishné Torá de Maimonides, publicado en Venecia, reedición 1575

Entre los primeros judíos de Italia que dejaron rastros de su actividad literaria se encuentra Shabbetai Donnolo (muerto en 982). Dos siglos más tarde (1150) fueron reconocidos como poetas Shabbethai ben Moses de Roma, su hijo Yehiel Kalonymus, en su tiempo considerado como un talmudista autorizado también en el extranjero, y el rabino Yehiel de la familia Mansi (Anaw), también de Roma. Sus composiciones están llenas de pensamientos profundos, pero su dicción es bastante cruda. Natan, hijo del mencionado rabino Yehiel, fue el autor de un léxico talmúdico ("Aruj"), que se convirtió en la clave para el estudio del Talmud.
Salomón ben Abraham ibn Parhon, durante su estancia en Salerno, compiló un diccionario hebreo que favorecía el estudio de la exégesis bíblica entre los judíos italianos. En general, sin embargo, la cultura judía no estaba en una condición floreciente: el único autor litúrgico de mérito fue Joab ben Salomón, de quien existen algunas composiciones. Hacia la segunda mitad del siglo XIII, aparecieron signos de una mejor cultura judía y un estudio más profundo del Talmud: Isaías de Trani el Viejo (1232-1279), una alta autoridad talmúdica, fue el autor de muchas respuestas célebres; David, su hijo, e Isaías de Trani el Joven, su sobrino, siguieron sus pasos, al igual que sus descendientes hasta finales del siglo XVII. 
Meir ben Moses presidió una importante escuela talmúdica en Roma y Abraham ben Joseph una en Pesaro. En Roma, dos médicos famosos, Abraham e Yehiel, descendientes de Nathan ben Yehiel, enseñaron el Talmud. Una de las mujeres de esta talentosa familia, Paola dei Mansi, obtuvo distinción por su considerable conocimiento bíblico y talmúdico, y también transcribió los comentarios bíblicos en una caligrafía particularmente hermosa.
En este período, el emperador del Sacro Imperio Romano Germánico, Federico II, el último de los Hohenstaufen, utilizó a los judíos para traducir los tratados de filosofía y astronomía al árabe; entre estos escritores se encuentran Judah ben Solomon ha-Kohen de Toledo, más tarde de Toscana, y Jacob Anatoli de Provenza. Esta alentadora mejora cultural condujo naturalmente al estudio de las obras de Maimónides, en particular la "Guía de los Perplejos" (Moré Nevujim), el escritor favorito de Hilel de Verona (1220-1295). Este último intelectual y filósofo practicó la medicina en Roma y otras ciudades italianas, y tradujo al hebreo varias obras médicas. 
El espíritu liberal de los escritos de Maimónides tuvo otros devotos en Italia, por ejemplo Shabbethai ben Salomón de Roma y Zerachia Ḥen de Barcelona, que emigraron a Roma y que contribuyeron en gran medida a difundir el conocimiento de sus obras. El efecto de esto en los judíos italianos fue evidente en su amor por la libertad de pensamiento y su estima por la literatura, así como en su adhesión a la traducción literal de textos bíblicos y su oposición a los cabalistas fanáticos y las teorías místicas. Entre los fanáticos de estas teorías estaba Immanuel ben Salomón de Roma (conocido como Imanuel Romano), un amigo del famoso Dante Alighieri. La discordia entre los seguidores de Maimónides y sus oponentes creó un grave daño a los intereses del judaísmo.
El cultivo de la poesía en Italia en la época de Dante también influyó en los judíos. Los ricos y poderosos, en parte por interés sincero, en parte por obediencia al espíritu de los tiempos, se convirtieron en mecenas de los escritores judíos, induciendo así la máxima actividad de su parte. Esta actividad fue particularmente evidente en Roma, donde surgió una nueva corriente poética judía, especialmente con las obras de León Romano, traductor de los escritos de Tomás de Aquino y autor de dignas obras exegéticas; con Judas Siciliano, escritor de prosa rimada; con Kalonymus ben Kalonymus, un famoso poeta satírico; y en particular con el mencionado Emanuel.
Por iniciativa de la comunidad romana, se realizó una traducción hebrea del comentario árabe sobre la Mishná de Maimónides. En este punto, el Papa Juan XXII estaba a punto de pronunciar una prohibición contra los judíos de Roma. Los judíos luego instituyeron un día de ayuno y oración pública para apelar a la asistencia divina. El rey Roberto I de Nápoles, que favoreció a los judíos, envió un enviado al Papa en Aviñón, y logró evitar este grave peligro. Emanuel describió a este enviado como una persona de gran mérito y gran cultura. Este período de la literatura judía en Italia es uno de notable esplendor. Después de Emanuel no hubo otros escritores judíos de importancia hasta Moisés ben Isaac de Rieti (1388).

### Impresión

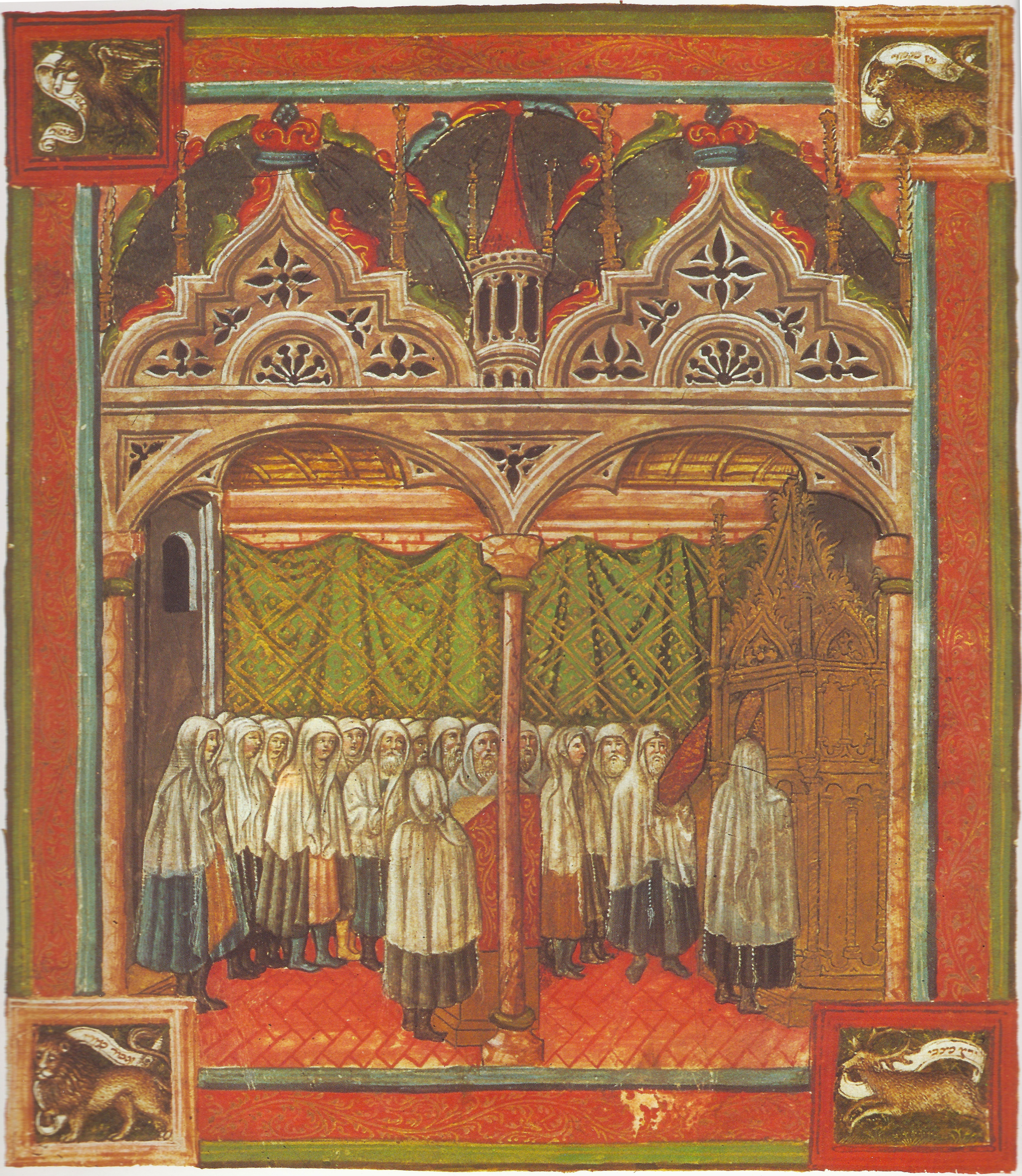
«Judíos rezando en la sinagoga», Manuscrito iluminado de Mantua, 1453

Pero la gloria de los judíos en Italia consiste en haber impreso, desde la década de 1470, los primeros libros en hebreo y judeo-arameo. Las corporaciones alemanas, incluida la de los impresores, al estar prohibidas a los judíos, los impresores judíos alemanes llegaron a establecerse en Italia en 1465. El primer libro en hebreo fue producido en 1475 y la primera Biblia hebrea se publicó en 1482 en Bolonia, mientras que el primer libro de oraciones con vocales, el Majzor Roma, de 1485. Los impresores más famosos son la dinastía Soncino, originaria de Alemania y asentada en Soncino, un pequeño pueblo de Lombardía; como resultado de la persecución, emigraron a Constantinopla y Tesalónica en el siglo XVI. Estos impresores contribuyeron a la difusión de la Biblia y el Talmud y, en general, de los textos judíos en toda Europa.

### Banca y préstamo
Si hasta entonces había pocos banqueros o prestamistas entre los judíos italianos, como confirmó Tomás de Aquino, esto cambió a principios del siglo XIV por varias razones: el surgimiento de las ciudades italianas requería dinero; el préstamo a interés estaba prohibido a los cristianos; los judíos entonces tenían dinero en efectivo porque algunos, especialmente los del sur de Italia, tenían que darse cuenta de sus bienes raíces para huir de la persecución y otros acumulaban disponibilidades a través de sus actividades comerciales.·
Los prestamistas del sur de Italia o Roma, abandonados durante un tiempo por el papado, o de Renania se establecieron, con sus familias, más al norte, donde antes solo había unos pocos judíos, en Ferrara, Mantua, Padua, etc.
Para que a una comunidad judía se le permita practicar la casa de empeño, era necesario que el poder urbano firme con él un contrato (condotta) autorizando al prestamista y fijando el impuesto anual que debe pagarse al municipio, la duración del contrato y la tasa de interés, a menudo entre el 12 y el 33 % anual, pero generalmente, la duración de los préstamos es mucho más corta que un año.

### Comienzo de las hostilidades
Sin embargo, desde finales del siglo XII, el papado fue hostil a los judíos. En 1179, el Tercer Concilio de Letrán prohibió el empleo de cristianos por los judíos y el Cuarto Concilio de Letrán en 1215 los equiparó con los siervos e instituyó el uso por parte de los judíos de una insignia distintiva en la prenda, para permitir su reconocimiento. 
A mediados del siglo XIII, la Inquisición se estableció en Roma y en 1278 en Milán. Los judíos se ven obligados a asistir a sermones que los invitan a la conversión durante siglos, en varios de los lugares de su residencia en Italia.
Con la toma del poder por la dinastía angevina en Nápoles en 1266, relacionada con el rey de Francia y protegida por el Papa, la hostilidad hacia los judíos se extendió al sur de Italia y Sicilia. Un cargo de asesinato ritual se extiende a Trani en Puglia. De 1266 a 1294, se estima que la mitad de la población judía del sur de Italia (entonces estimada en 12.000 a 15.000 personas) se vio obligada a convertirse.

### Empeoramiento de las condiciones bajo Inocencio III

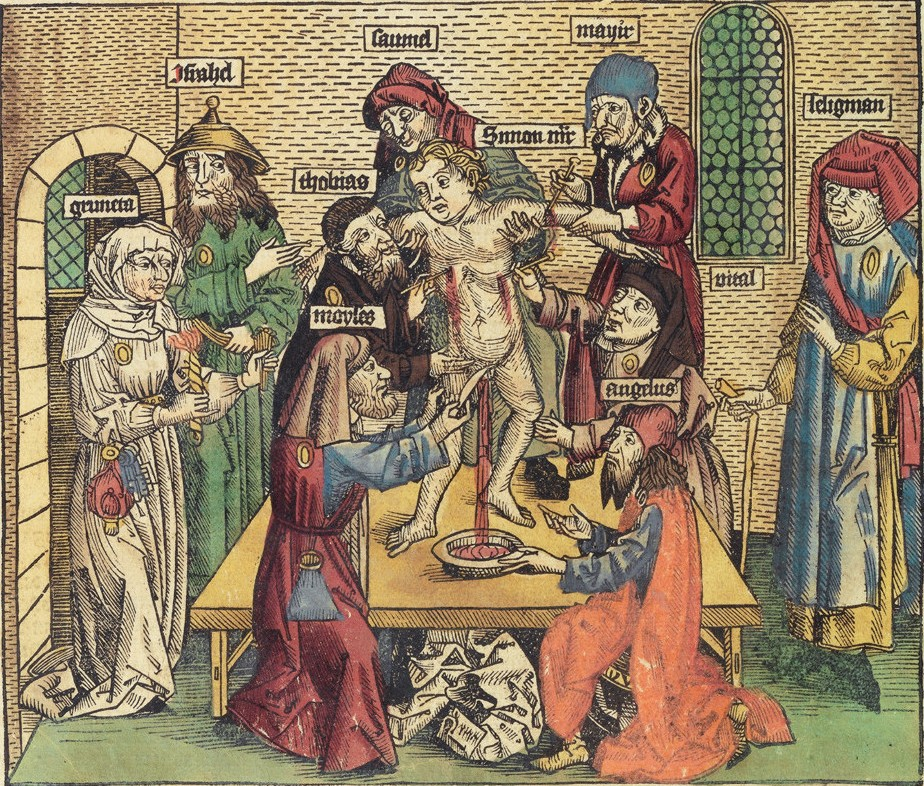
La leyenda del asesinato ritual de Simón de Trento (1475). Ilustración en Crónicas de Núremberg de Hartmann Schedel (1493).

La posición de los judíos en Italia empeoró considerablemente bajo el pontificado de Inocencio III (1198-1216). Este Papa amenazó con excomulgar a aquellos que colocaran o retuvieran judíos en cargos públicos, e insistió en que cualquier judío empleado en oficinas administrativas o privadas fuera despedido. El insulto más profundo, sin embargo, fue la orden de que cada judío siempre debería usar, y como evidencia, una insignia amarilla especial ("rouelle"). En 1235 el Papa Gregorio IX eligió la primera bula papal contra la "Libelo de sangre". Otros papas siguieron su ejemplo, particularmente Inocencio IV en 1247, Gregorio X en 1272, Clemente VI en 1348, Gregorio XI en 1371, Martín V en 1422, Nicolás V en 1447, Sixto V en 1475, Pablo III en 1540, y más tarde Alejandro VII, Clemente XIII y Clemente XIV.

### Antipapa Benedicto XIII
Los judíos sufrieron mucho por las implacables persecuciones del antipapa de Aviñón Benedicto XIII y saludaron con alegría la elección de su sucesor, el Papa Martín V. El sínodo convocado por los judíos en Bolonia y continuado en Forlì, envió una delegación con costosos regalos al nuevo Papa, rogándole que aboliera las leyes opresivas promulgadas por Benedicto y que otorgara a los judíos los privilegios que se habían otorgado bajo los papas anteriores. 
La diputación tuvo éxito en su misión, pero el período de gracia fue corto, ya que el sucesor de Martín, Eugenio IV, al principio bien dispuesto hacia los judíos, finalmente reactivó todas las leyes restrictivas emitidas por Benedicto. En Italia, sin embargo, su burbuja fue generalmente ignorada. Los grandes centros, como Venecia, Florencia, Génova y Pisa, se dieron cuenta de que sus intereses comerciales eran más importantes que los asuntos de los líderes espirituales de la Iglesia, y como resultado los judíos, muchos de los cuales eran banqueros e importantes comerciantes, se encontraron en condiciones más que favorables. 
Se hizo tan fácil para los banqueros judíos obtener permiso para establecer sus propios bancos y llevar a cabo operaciones financieras. Entre otras cosas, en un caso incluso el obispo de Mantua, en nombre del Papa, concedió permiso a los judíos para prestar dinero a interés. Todas las negociaciones bancarias en la Toscana estaban en manos de un judío, Yehiel de Pisa. La posición influyente de este exitoso financiero fue de gran ventaja para sus correligionarios en el momento de su exilio de España.
Los judíos también eran expertos médicos, particularmente apreciados por nobles y gobernantes. Guillermo de Portaleone, médico del rey Fernando I de Nápoles y de las casas ducales de los Sforza y Gonzaga, fue uno de los más hábiles de aquella época y el primero de la larga serie de ilustres médicos de su familia.

## De 1492 a 1848, la época de las expulsiones y guetos

### Expulsión de Sicilia

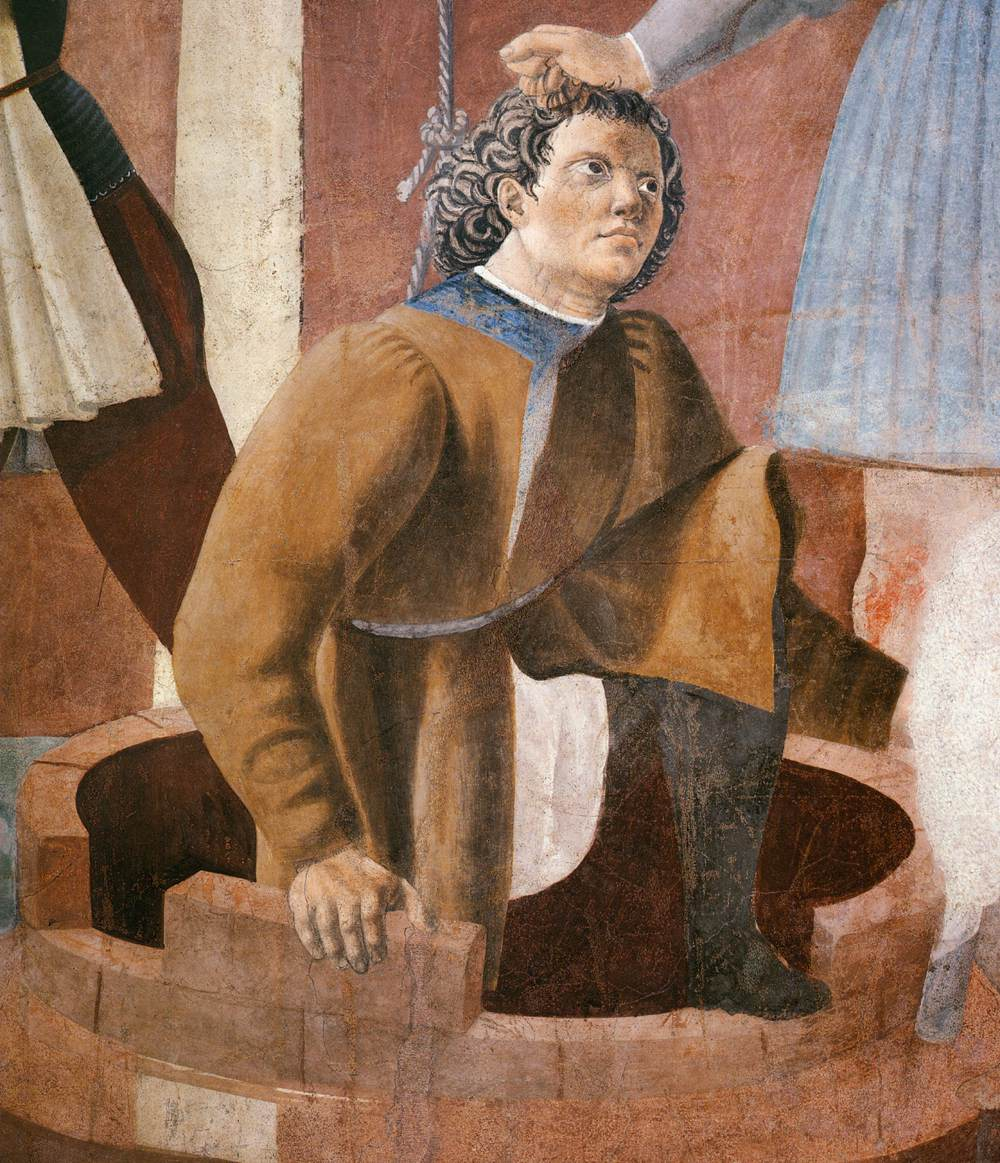
Tortura de un judío (detalle), P. della Francesca, Italia, 1452-66.

Hacia finales del siglo XV, los judíos en Italia eran un total de 70.000 de una población total de unos 8~10 millones de habitantes, por lo que sólo el 0,7% ~ 0,9% de los habitantes (en España, de una población global era igual a Italia, había entonces hasta 200.000 judíos), distribuidos en 52 comunidades. De ellos, unos 30.000 vivían en Sicilia.
Se estima que en 1492 los judíos componían entre el 3 y el 6% de la población de Sicilia. Muchos judíos sicilianos fueron inicialmente a Calabria, que ya tenía una comunidad judía desde el siglo IV. En 1524 los judíos fueron expulsados de Calabria y en 1540 de todo el Reino de Nápoles, ya que estas regiones cayeron bajo el dominio de los españoles y fueron objeto del edicto de expulsión de la Inquisición española.
Hubo un cambio gradual de judíos a lo largo del siglo XVI del sur de Italia al norte, con condiciones que empeoraron para los judíos en Roma después de 1556 y en Venecia en la década de 1580. Muchos judíos de Venecia y sus alrededores emigraron a Polonia y Lituania durante este período.
La conversión de las autoridades romanas al cristianismo en el siglo IV volvió más precaria la situación de los judíos. En Venecia se creó el primer gueto en 1516; otros más fueron instaurados por las autoridades pontificias en Roma y otras ciudades en el curso del siglo XVI.

### Refugiados de España

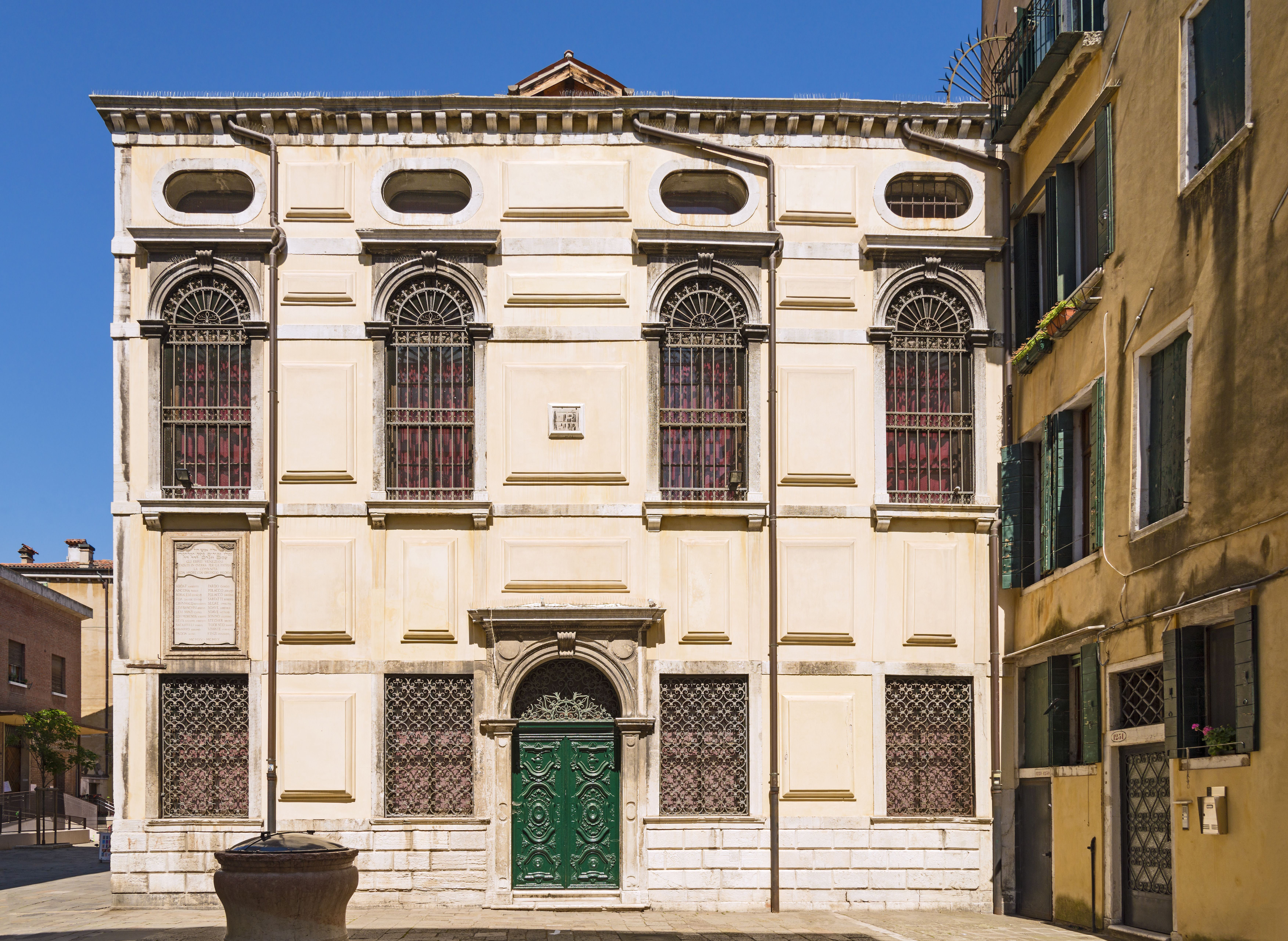
Sinagoga española del Gueto de Venecia

Cuando los judíos fueron expulsados de España en 1492, muchos de ellos encontraron refugio en Italia, donde recibieron la protección del rey Fernando I de Nápoles. Uno de los refugiados, don Isaac Abravanel, incluso recibió un puesto en la corte napolitana, cargo que ocupó bajo el siguiente rey, Alfonso II. Los judíos españoles también fueron bien recibidos en Ferrara por el duque Ercole I d'Este, y en la Toscana gracias a la mediación de Iechiel de Pisa y sus hijos. Pero en Roma y Génova sufrieron todo el acoso y el tormento que el hambre, la peste y la pobreza trajeron consigo, y se vieron obligados a aceptar el bautismo para escapar del hambre. En algunos casos, los refugiados superaron a los judíos ya residentes y dieron el voto decisivo en asuntos de interés común y en la dirección de los estudios judíos.
Los papas desde Alejandro VI hasta Clemente VII fueron indulgentes con los judíos, teniendo problemas mucho más urgentes que resolver. Después de la expulsión de los judíos de España en 1492, unos 9.000 judíos españoles empobrecidos llegaron a las fronteras de los estados papales. Alejandro VI les dio la bienvenida a Roma, declarando que se les "permitía llevar sus vidas, libres de la interferencia de los cristianos, continuar sus ritos, ganar su fortuna y disfrutar de muchos otros privilegios". De la misma manera permitió la inmigración de judíos expulsados de Portugal en 1497 y de Provenza en 1498.
Los papas y muchos de los cardenales más influyentes violaron abiertamente uno de los decretos más estrictos del Concilio de Basilea, a saber, la prohibición de que los cristianos emplearan médicos judíos, y de hecho les dieron puestos importantes en la corte papal. Las comunidades judías de Nápoles y Roma recibieron el mayor número de refugiados, pero muchos judíos más tarde procedieron de estas ciudades a Ancona, Venecia, Calabria y más allá a Florencia y Padua. Venecia, imitando las odiosas medidas de las ciudades alemanas, asignó a los judíos un barrio especial: el gueto.

### Expulsión de Nápoles

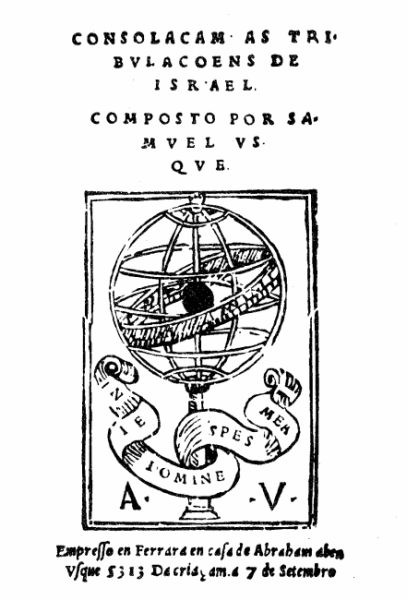
El Tratado Portugués "Consolação ás Tribulações de Israel", por Samuel Usque (1553)

La facción ultracatólica intentó por todos los medios a su alcance introducir a la Inquisición en el reino napolitano, entonces bajo dominio español. Carlos V de Habsburgo, a su regreso de las victorias en África, estaba al borde de los judíos exiliados de Nápoles, pero aplazó hacerlo gracias a la influencia de Benvenida, esposa de Samuel Abravanel. Unos años más tarde, sin embargo (1533), este decreto fue proclamado, pero incluso en esta ocasión Samuel Abravanel y otros pudieron, por su influencia, evitar durante varios años la ejecución del propio decreto. Muchos judíos huyeron al Imperio Otomano, algunos a Ancona y otros en Ferrara, donde fueron bien recibidos por el duque Ercole II d'Este.
Después de la muerte del papa Paulo III (1534-1549), que se había mostrado favorable a los judíos, llegó un período de lucha, persecución y desesperación. Unos años más tarde los judíos fueron exiliados de Génova, entre los refugiados también Joseph Hakohen, médico, científico y eminente historiador. Los marranos, expulsados de España y Portugal, fueron autorizados por el duque Ercole a entrar en sus dominios y a profesar el judaísmo libre y abiertamente. Así, Samuel Usque, también historiador, que había huido de la Inquisición en Portugal, se estableció en Ferrara, y Abraham Usque más tarde fundó una gran imprenta allí. Un tercer Usque, Salomón, comerciante de Venecia y Ancona y poeta de cierta importancia, tradujo los sonetos de Petrarca en excelentes versos españoles, que fueron muy admirados por sus contemporáneos.
Si bien el regreso al judaísmo de los Usque marranos causó mucha alegría entre los judíos italianos, esto fue contrarrestado por el profundo dolor en el que cayeron por la conversión al cristianismo de dos nietos de Elias Levita, Leone Romano y Víttorio Eliano. Uno se convirtió en canónigo de la Iglesia, el otro en jesuita. Criticaron duramente el Talmud ante el Papa Julio III y la Inquisición, y en consecuencia el Papa pronunció una sentencia de destrucción contra esta obra, a la prensa de la cual uno de sus predecesores, León X, había dado su aprobación. El día del Rosh Hashaná (Año Nuevo judío), el 9 de septiembre de 1553, todas las copias del Talmud en las principales ciudades de Italia, en las imprentas de Venecia, e incluso en la lejana isla de Heraclión (Creta),fueron quemadas. En 1555, el Papa Marcelo II quiso exiliar a los judíos de Roma por cargos de asesinato ritual, pero fue frenado por la ejecución de esta disposición por el cardenal Alessandro Farnese, quien logró descubrir al verdadero culpable.

### Paulo IV

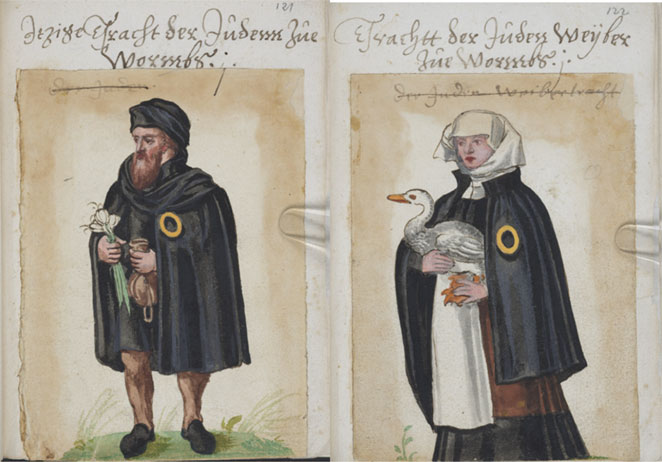
Judíos con la insignia amarilla: el hombre sostiene un bolso de dinero y bulbos de ajo, son un estereotipo antisemita.

El sucesor de Marcelo, Paulo IV, confirmó todas las bulas contra los judíos emitidas hasta ese momento y añadió otras medidas más opresivas, que contenían una serie de prohibiciones que arrojaban a los judíos a la miseria más negra, privándolos de sus medios de vida y negándoles el ejercicio de todas las profesiones. La bula papal Cum nimis absurdum de 1555 creó el Gueto de Roma y requirió el uso de una insignia amarilla. Los judíos se vieron obligados a trabajar en la restauración de los muros de Roma sin ninguna compensación.
Además, en una ocasión el Papa había ordenado en secreto a uno de sus sobrinos que quemara el barrio judío durante la noche. Sin embargo, Alessandro Farnese, al enterarse de esta infame propuesta, logró frustrarla.
Muchos judíos abandonaron Roma y Ancona y fueron a Ferrara y Pésaro. Aquí el Ducado de Urbino los acogió favorablemente, con la esperanza de dirigir el próspero comercio del Levante hacia el nuevo puerto de Pésaro, que en ese momento estaba exclusivamente en manos de los judíos de Ancona. Entre los muchos que se vieron obligados a abandonar Roma estaba el ilustre Marrano Amato Lusitano, renombrado médico y botánico, que a menudo había curado al Papa Julio III. Incluso había sido invitado a convertirse en médico del rey de Polonia, pero había rechazado la oferta, con el fin de permanecer en Italia. Huyó de la Inquisición y llegó a Pésaro, donde profesó abiertamente el judaísmo.

### Expulsión de los Estados Pontificios
Paulo IV fue sucedido por el más tolerante Papa Pío IV, que fue sucedido por Pío V, quien restauró todas las bulas antijudías de sus predecesores, no solo en sus propios dominios inmediatos, sino en todo el mundo cristiano. En Lombardía, la expulsión de los judíos fue amenazada pero no llevada a cabo, pero los judíos todavía fueron tiranizados de innumerables maneras. En Cremona y Lodi sus libros fueron quemados. En Génova, una ciudad de la que los judíos ya habían sido expulsados, se hizo una excepción a favor de Joseph Hakohen. En su Emek Habachah (Valle de las lágrimas) cuenta la historia de estas persecuciones. No tenía ningún deseo de aprovechar el triste privilegio que se le había concedido, por lo que fue a Casale Monferrato,donde fue bien recibido incluso por los cristianos. En este mismo año, el Papa dirigió sus persecuciones contra los judíos de Bolonia, que formaban una rica comunidad que valía la pena saquear.
Muchos de los judíos más ricos fueron encarcelados y sometidos a tortura para obligarlos a hacer falsas confesiones. Mientras que el rabino Ismael Ḥanina fue atormentado por los torturadores, declaró que si las penas de tortura lo obligaban a pronunciar palabras que pudieran interpretarse como condenación del judaísmo, deberían considerarse falsas y nulas y sin efecto. A los judíos se les prohibió ausentarse de la ciudad, pero muchos lograron escapar sobornando a los guardias a las puertas del gueto y la ciudad. Los fugitivos, junto con sus esposas e hijos, se refugiaron en la cercana ciudad de Ferrara. Entonces Pío V decidió desterrar a los judíos de todos sus dominios y, a pesar de la enorme pérdida que podría derivarse de tales medidas y las quejas de los cardenales influyentes y bien intencionados, estos (alrededor de 1.000 familias) fueron expulsados de todos los Estados Pontificios excepto Roma y Ancona. Algunos se convirtieron en cristianos, pero la mayoría encontró asilo en otras partes de Italia, incluyendo Livorno y Pitigliano.

### Aprobación dentro de la República de Venecia
Gran sensación hizo en Italia la elección de un judío prominente, Salomón de Udine, como embajador turco en Venecia, que también fue encargado de negociar con esa república en julio de 1574. Había un decreto pendiente de expulsión de los judíos por parte de los líderes de varios reinos italianos, lo que preocupaba al Senado veneciano pensando que esto crearía dificultades para tratar con Salomón de Udine.
Sin embargo, a través de la influencia de los propios diplomáticos venecianos, y en particular del patricio Marcantonio Barbaro de la noble familia Barbaro, que estimaba mucho a Salomón, el embajador fue recibido con grandes honores en el Palacio Ducal. En virtud de esto, Salomón de Udine adquirió una alta posición en la República de Venecia y pudo prestar grandes servicios a sus correligionarios. Gracias a su influencia, Jacob Soranzo, un representante de la República de Venecia en Constantinopla, regresó a Venecia. Salomón también trabajó para que se revocara el decreto de expulsión dentro de los reinos italianos y obtuvo una promesa de los patricios venecianos de que los judíos siempre tendrían un hogar seguro dentro de la República de Venecia. Desde Udine fue finalmente honrado y recompensado por sus servicios y regresó a Constantinopla, dejando a su hijo Nathan en Venecia para ser educado. Nathan fue uno de los primeros estudiantes judíos en asistir a la Universidad de Padua, en el marco de la política de admisión inclusiva establecida por Marcantonio Barbaro. El éxito de Salomón de Udine inspiró a muchos judíos del Imperio Otomano, particularmente en Constantinopla, donde habían logrado una gran prosperidad.

### Persecución, confiscación y expulsiones
La situación de los judíos en Italia se deterioró aún más con la Contrarreforma intolerante a todo lo que no era católico y defendido por el Concilio de Trento, que duró de 1545 a 1563. En 1553, se organizaron autodafés de libros judíos en Roma y Cremona. El 21 de octubre de 1553, el Talmud fue quemado en la Plaza de San Marcos en Venecia.
La posición de los judíos de Italia en este momento era deplorable: el papa Paulo IV y Pío V los habían reducido a la mayor humillación y habían disminuido materialmente su número. En 1555, el Paulo IV publicó la bula Cum nimis absurdum por la cual se instituyeron guetos en los Estados Pontificios. Otros artículos de esta bula prohíben la posesión de bienes inmuebles, la construcción de nuevas sinagogas y la práctica por parte de los judíos de actividades distintas al comercio de trapos viejos. Por la bula Hebraeorum gens de Pío V, en 1569, los judíos fueron expulsados de los Estados Pontificios con la excepción de los guetos de Roma y Ancona. La expulsión fue confirmada en 1593 por Clemente VIII en su bula Caeca et Obdurata. Los judíos de la península ibérica que se convirtieron por la fuerza a menudo se convirtieron en marrani también llamados Ponentini (del Poniente).) Se establecen guetos en la República de Venecia, Padua, Toscana, Florencia y Siena, Génova y Turín.
En el sur de Italia no quedaban muchos; en cada una de las comunidades importantes de Roma, Venecia y Mantua no había más de 2.000 judíos, mientras que en toda Lombardía había menos de 1.000. Gregorio XIII no era menos fanático que sus predecesores: advirtió que, a pesar de la prohibición papal, los cristianos empleaban médicos judíos, por lo que prohibió estrictamente a los judíos que atendieran a pacientes cristianos y amenazó con severos castigos, tanto a los cristianos que recurrieran a los médicos hebreos, así como a los médicos judíos que respondieran a las llamadas de los cristianos. 
Además, la más mínima ayuda prestada a los marranos de Portugal y España, en violación de las leyes canónicas, fue suficiente para entregar al culpable en manos de la Inquisición, que no dudó en condenar a muerte al acusado. Gregorio también indujo a la Inquisición a quemar una gran cantidad de copias del Talmud y otros libros hebreos. 
Se instituyeron sermones especiales, diseñados para convertir a los judíos, y estos debían ser escuchados por la fuerza por al menos un tercio de la comunidad judía, hombres, mujeres y jóvenes mayores de doce años. Los sermones generalmente eran predicados por judíos bautizados que se habían convertido en frailes o sacerdotes, y no pocas veces los judíos, sin ninguna posibilidad de protesta, se veían obligados a escuchar tales sermones incluso en sus propias sinagogas. Estas crueles opresiones obligaron a muchos judíos a abandonar Roma, por lo que su número disminuyó drásticamente.
En la Iglesia, las actitudes antijudías fueron, sobre todo, el caso de monjes franciscanos como Bernardino da Feltre cuya predicación lleva a una acusación de asesinato ritual, después de la desaparición de un niño, Simón de Trento (beatificado en 1588 y suprimido en 1965 por Pablo VI)). Varias docenas de judíos de Trento fueron torturados y quemados vivos (o estrangulados para aquellos que aceptaron la conversión antes de la ejecución).
El 15 de agosto de 1474, en la noche de la Asunción, la ciudad de Módica en Sicilia es el escenario de un pogromo llamado "Strage dell'Assunta" (Masacre de la Asunción), alentada por predicadores católicos, con el resultado de 360 víctimas en el barrio judío de la ciudad (la Giudecca).
A instancias de Cesare Galuaba, un legado del papa Paulo IV, enviado a Ancona en la primavera de 1555, docenas de marranos y criptojudíos fueron encarcelados y torturados para aceptar el bautismo y 25 de ellos terminaron en la hoguera de la Inquisición.
La persecución antijudía continuó a lo largo del siglo XVII (y de hecho solo cesó con la llegada de los franceses a Italia en 1796): en 1597, Felipe II de España expulsó a los judíos del Ducado de Milán; en 1682, los bancos judíos de Roma fueron cerrados; en 1684, el gueto de Padua fue saqueado. Aquí, como en otros lugares, a los judíos a veces se les exige que asistan a un sermón los sábados y se les golpea si no prestan atención; así como el Viernes Santo, durante la oración Oremus et pro perfidis Judaeis, que pueden causar disturbios de la población contra ellos.

### Varios eventos y fortunas alternativas

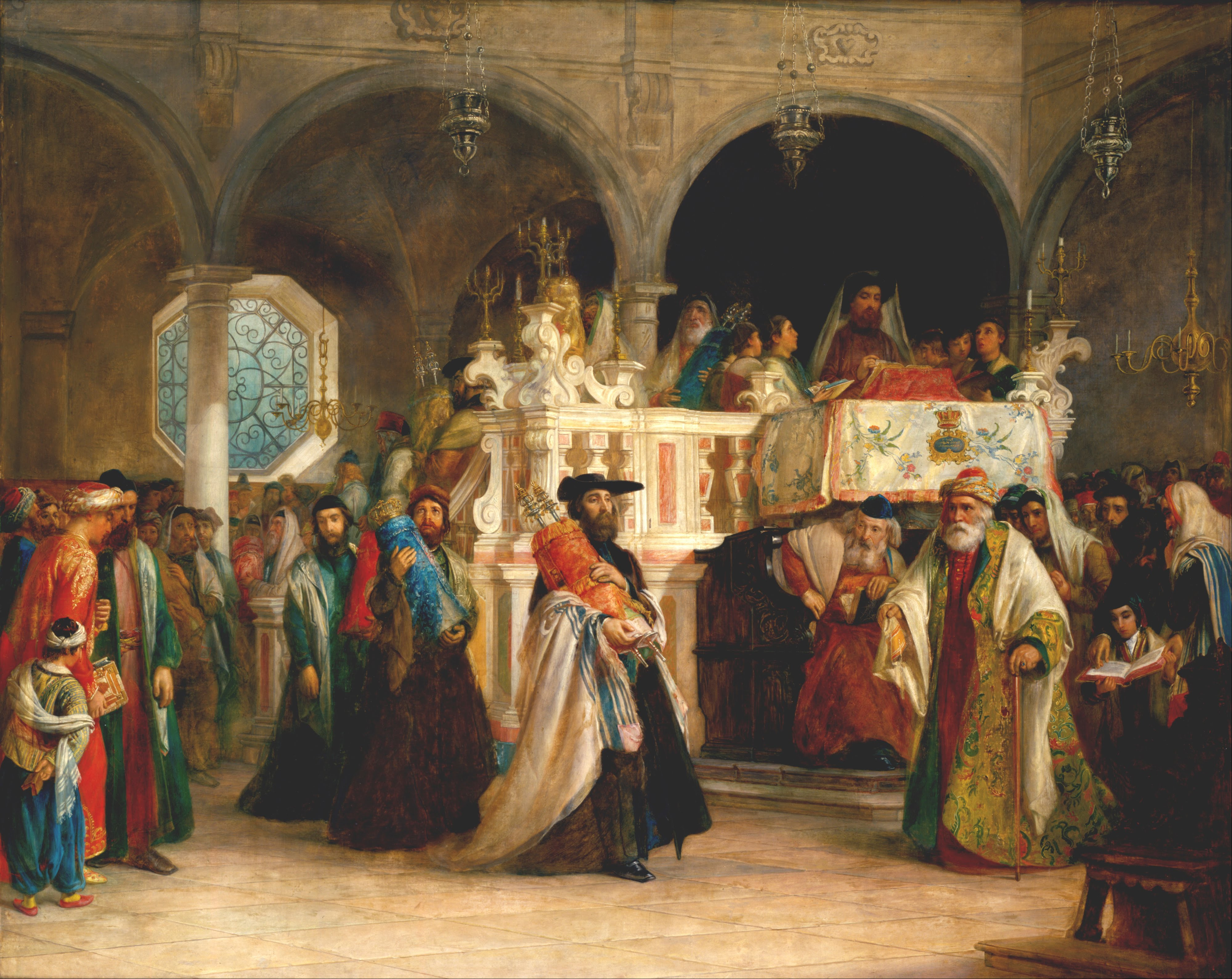
Fiesta de la Tora en la sinagoga de Livorno (pintura de Solomon Alexander Hart, 1850).

Bajo el siguiente papa, Sixto V (1585-1590), la condición de los judíos mejoró ligeramente. Derogó muchas de las normas establecidas por sus predecesores, permitiendo a los judíos residir en todas las partes de su reino, y dio a los médicos judíos la libertad de ejercer su profesión. David de Pomis, un eminente médico, aprovechó este privilegio y publicó una obra en latín titulada De Medico Hebraeo, dedicada a Francesco Maria della Rovere, duque de Urbino, en la que exhortaba a los judíos a considerar a los cristianos como hermanos, a ayudarlos y a atenderlos. Los judíos de Mantua, Milán y Ferrara, aprovechando la disposición favorable del Papa, le enviaron un embajador, Bezaleel Massarano, con un regalo de 2.000 scudi, para obtener de él permiso para reimprimir el Talmud y otros libros judíos, prometiendo al mismo tiempo purgar todos los pasajes considerados ofensivos por el cristianismo. Su solicitud fue aprobada, en parte a través del apoyo brindado por López, un marrano que administraba las finanzas papales y que gozaba del gran favor del pontífice. 
La reimpresión del Talmud acababa de comenzar y las condiciones de impresión organizadas por la Comisión pertinente, cuando Sixto V murió. Su sucesor, Gregorio XIV, también estaba bien dispuesto hacia los judíos, como lo había estado Sixto, pero durante su breve pontificado Gregorio estaba casi siempre enfermo. Clemente VIII (1592-1605), que le sucedió, renovó las bulas antijudías de Paulo IV y Pío V, y exilió a los judíos de todos sus territorios, con la excepción de Roma, Ancona y Aviñón; pero, para no perder el comercio con Oriente, concedió algunos privilegios a los judíos turcos. 
Los exiliados huyeron a la Toscana, donde fueron recibidos por el duque Ferdinando I de' Medici, quien los asignó a la ciudad de Pisa como su residencia, y por el duque Vincenzo Gonzaga, en cuya corte el judío Giuseppe da Fano era uno de los favoritos. Se les permitió nuevamente leer el Talmud y otros libros judíos, siempre que se imprimieran de acuerdo con las reglas de censura aprobadas por Sixto V. Desde Italia, donde estos libros expurgados fueron impresos por miles, se enviaron a los judíos de varios otros países.

### En los ducados italianos
Fue extraño que con Felipe II de España reinando, los judíos exiliados de todas partes de España fueron tolerados en el Ducado de Milán, que entonces estaba bajo el dominio español. Tal inconsistencia podría haber dado lugar a problemas para los judíos y, para prevenir posibles dificultades, el embajador Samuel Coen fue enviado al rey en Alejandría, pero no tuvo éxito en su misión. Felipe II, persuadido por consejos de su confesor, expulsó a los judíos del territorio milanés en la primavera de 1597. Los exiliados, unas mil personas, fueron recibidos en Mantua, Módena, Reggio Emilia, Verona y Padua. 
Los príncipes de la Casa de Este, que siempre había concedido favor y protección a los judíos y eran muy queridos por estos. Eleonora, una princesa de esta casa, había inspirado a dos poetas judíos; y cuando estaba enferma se decían oraciones públicas en las sinagogas para que recuperara la salud. Pero la desgracia nuevamente se apoderó de los judíos de Ferrara, ya que se vieron obligados a abandonar el ducado cuando murió Alfonso II d'Este, sin herederos legítimos y su sucesor designado Cesare d'Este no fue reconocido por la Iglesia por lo que el Papa Clemente VIII en 1598 se reapropia del antiguo feudo papal poniéndolo de nuevo bajo su jurisdicción directa, ejercida a través del legado cardenal. La devolución marcó el declive de su grandeza para la antigua capital del ducado y su reducción a una simple ciudad de provincia.
El papa Clemente VIII decretó el destierro de los judíos y el legado papal Pietro Aldobrandini, sobrino del papa, tomó posesión de Ferrara. Los Aldobrandini, sin embargo, considerando que gran parte de la economía era manejada por los judíos, realizó una solicitud de exención de cinco años del decreto, aunque esto iba muy en contra del deseo del Papa. También temiendo una crisis demográfica, ya que la ciudad se estaba despoblando después del traslado de la corte de Este a Módena, pospusieron durante varios años acciones restrictivas contra aquellos. En 1624, sin embargo, se abrió el Gueto de Ferrara.
Los judíos de Mantua sufrieron severamente en el momento de la guerra de los Treinta Años. Los judíos exiliados de los dominios papales a menudo habían encontrado refugio en Mantua, donde los duques de Gonzaga les habían otorgado protección, como lo habían hecho con los judíos que ya residían allí. El penúltimo duque, aunque cardenal, los favoreció lo suficiente como para promulgar una ley para el mantenimiento del orden en el Gueto de Mantova. Después de la muerte del último de esta casa, el derecho de sucesión fue disputado en el momento de la guerra de los Treinta Años, y la ciudad fue asediada por los soldados alemanes de Wallenstein.
Después de una valiente y extenuante defensa, en la que los judíos trabajaron en las murallas hasta que se acercaba el Shabat, la ciudad cayó en manos de los sitiadores, y durante tres días todo fue pasado a fuego y espada. El comandante en jefe, Altringer, prohibió a los soldados saquear el gueto, con la esperanza de obtener todo el botín solo para él. A los judíos se les ordenó abandonar la ciudad, llevando solo su ropa personal y tres ducados de oro por persona. Solo unos pocos judíos fueron retenidos, suficientes como para actuar como guías para llevar a los conquistadores a los lugares donde sus correligionarios esconderían los supuestos "tesoros". Gracias a tres judíos ortodoxos, estas circunstancias fueron conocidas por el emperador, quien ordenó a su gobernador, Collalto, emitir un decreto permitiendo el regreso de los judíos y prometiéndoles la restitución de sus bienes. Sin embargo, sólo unos 800 judíos regresaron, los otros fueron asesinados.
Las victorias de los turcos en Europa, que habían dirigido sus ejércitos hasta las murallas de Viena (1683),también contribuyeron en Italia a incitar a la población cristiana contra los judíos, que se habían mantenido en buenos términos con los turcos. En Padua, los judíos estaban en grave peligro debido a la agitación fomentada contra ellos por los tejedores. Entonces estalló una violenta revuelta, donde las vidas de los judíos se vieron seriamente amenazadas, y fue solo con gran dificultad que el gobernador de la ciudad logró salvarlos, obedeciendo a una estricta orden de Venecia. A partir de entonces y durante varios días el gueto tuvo que estar celosamente vigilado.

### Sinagogas
Desde el siglo XVI hasta el siglo XVIII, los judíos italianos construyeron muchas sinagogas, consideradas hoy como joyas de la arquitectura sinagogal. Reflejando la ambivalencia de la vida de gueto, siempre sujetos a los caprichos de los príncipes, son discretos, apenas distinguibles por el paso de las casas vecinas. Son pequeños porque las comunidades nunca son muy importantes y el pequeño tamaño del gueto no permite grandes edificios. Son numerosos porque, en grandes ciudades como Venecia, Roma o Padua, es necesario tener sinagogas que ofrezcan servicios para cada una de las comunidades presentes en Italia, incluidos los asquenazíes, los sefardíes y los "italianos". 
La sala de oración está casi siempre arriba, abierta por amplias bahías. Pero están muy ricamente arreglados. Su decoración interior refleja el gusto de la época y está fuertemente marcada por el arte barroco, con plataformas a menudo rodeadas de columnas, que pueden recordar, en todas las proporciones, el Baldaquino de Bernini en San Pedro en Roma. La joya de esto puede ser la sinagoga Scuola Grande Tedesca, fundada entre 1528 y 1529.
En el gueto de Roma, la falta de espacio combinada con la diversidad de tradiciones da lugar a la Piazza delle Cinque Scuole y un edificio que alberga cinco sinagogas superpuestas o más bien cinco oratorios de diferentes tradiciones.

### La Italia napoleónica y la restauración
Bajo la influencia de la política religiosa liberal de Napoleón I, los judíos de Italia, como los de Francia, se emanciparon. El poder supremo de los papas se rompió: no tuvieron más tiempo para preparar decretos antijudíos y, por lo tanto, ya no crearon leyes canónicas contra los judíos.
En el Sanedrín reunido por Napoleón en París (1807), Italia envió cuatro diputados: Abraham Vita da Cologna; Isaac Benzion Segre, rabino de Vercelli; Graziadio Neppi, médico y rabino de Cento, y Jacob Israel Karmi, rabino de Reggio. De los cuatro rabinos asignados al comité que debía responder a las doce preguntas propuestas por la Asamblea de Notables, dos -Cologna y Segre- eran italianos y fueron elegidos respectivamente primer y segundo vicepresidente del Sanedrín.
La libertad adquirida por los judíos bajo Napoleón no duró mucho, desapareciendo con su caída. El Papa Pío VII, reconquistando sus territorios, instaló de nuevo la Inquisición, privando también a los judíos de cualquier libertad y confinándolos al gueto. Esto se convirtió, en mayor o menor medida, en su condición en todos los Estados en los que Italia se dividió posteriormente; en Roma se vieron de nuevo obligados a escuchar sermones proselitistas.
En el año 1829, tras un edicto del emperador Francisco I, se abrió el primer Colegio Rabínico Italiano en Padua, con la colaboración de Venecia, Verona y Mantua, en el que enseñaron Lelio della Torre y Samuel David Luzzatto. Luzzatto fue un hombre de gran intelecto y escribió en hebreo puro tratados sobre filosofía, historia, literatura, crítica y gramática. Muchos rabinos distinguidos eran estudiantes del colegio rabínico de Padua. Mosè Tedeschi, Samuele Vita Zelman y Castiglioni siguieron en Trieste los objetivos y principios de la escuela de Luzzatto. Al mismo tiempo, Elijah Benamozegh, un hombre muy erudito y autor de numerosas obras, se distinguió en la antigua escuela rabínica de Livorno.

## Italia moderna, desde 1848 hasta la actualidad

### Resurgimiento y Unificación de Italia
El retorno a la servidumbre medieval después de la restauración italiana no duró mucho, y la revolución de 1848 que sacudió a toda Europa trajo grandes ventajas a los judíos. Aunque esta fase fue seguida por una restauración de los Estados Pontificios solo cuatro meses después, a principios de 1849, las persecuciones y la violencia del pasado habían desaparecido en gran medida. 
El último ultraje contra los judíos de Italia estuvo relacionado con el caso Edgardo Mortara, ocurrido en Bolonia en 1858. En 1859 la mayoría de los estados papales fueron anexados al Reino de Italia bajo el rey Vittorio Emanuele II. Excepto en Roma y sus alrededores, donde la opresión papal duró hasta el final del gobierno papal (20 de septiembre de 1870), los judíos obtuvieron la plena emancipación. En nombre de su país, los judíos sacrificaron ardientemente sus vidas y posesiones en las memorables campañas de 1859, 1866 y 1870. 
De los muchos que merecen ser mencionados en este contexto, podemos mencionar a Isaac Maurogonato Pesaro, quien fue ministro de finanzas de la República de Venecia durante la guerra de 1848 contra Austria, y más tarde senador del Reino de Italia en la decimoséptima legislatura. En perenne gratitud el país le ha erigido un monumento en bronce. Erigido en el Palacio de los Dogos de Venecia hay un busto de mármol de Samuele Romanin, un famoso historiador judío de Venecia. Florencia también conmemora a un poeta judío moderno, Salomone Fiorentino, con una placa de mármol en la casa donde nació. Amigo y fiel secretario del conde de Cavour fue el piamontés Isaac Artom, mientras que Salomone Olper, más tarde rabino mayor de Turín y también amigo y consejero de Giuseppe Mazzini, fue uno de los más valientes partidarios de la independencia italiana.
Los nombres de los soldados judíos que murieron por la causa de la libertad italiana se unieron a los de sus compañeros cristianos en los monumentos erigidos en su honor.

### Antijudaísmo y antisemitismo
El Papa Juan Pablo II dio acceso a algunos archivos previamente secretos de la Santa Sede, proporcionando así información a los eruditos, uno de los cuales, David Kertzer, la utilizó para escribir el libro Papas contra los judíos. El papel del Vaticano en el aumento del antisemitismo moderno. Según este libro, a finales del siglo XIX y principios del XX, los papas y muchos obispos católicos y publicaciones católicas hicieron una distinción consistente entre el "buen antisemitismo" y el "mal antisemitismo", pero aun así el antisemitismo lo practicaban. 
El tipo "malo" instigó el odio dirigido contra los judíos por el mero hecho de su ascendencia. Esto se consideraba no cristiano, en parte porque la iglesia afirmaba que su mensaje era para toda la humanidad sin distinción, y cualquier persona de cualquier ascendencia podía convertirse en "cristiana". El tipo "bueno" denunció supuestos complot judíos para obtener el control del mundo a través del control de periódicos, bancos, escuelas, comercio, etc., o de otra manera atribuyó varias iniquidades a los judíos. El libro de Kertzer especifica muchos casos en los que tales publicaciones católicas denunciaron supuestas conspiraciones y luego, cuando se les criticó por incitar al odio a los judíos, recordaron a los lectores que la Iglesia Católica condenaba el tipo "malo" de antisemitismo.

### Principios delsigloXXy la Primera Guerra Mundial
Debido al papel principal desempeñado en el proceso de Risorgimento, los judíos italianos se encontraron actuando como protagonistas en la administración del nuevo estado. El primer ministro italiano Luigi Luzzatti, que asumió el cargo en 1910, fue uno de los primeros judíos (no convertidos al cristianismo) en el mundo en convertirse en jefe de Gobierno. Antes que él, Giacomo Malvano había sido Secretario General del Ministerio de Relaciones Exteriores (1885-89; 1891-93; 1896-1907) y Giuseppe Ottolenghi Ministro de Guerra en el Gobierno de Zanardelli (1902-03). Otro judío, Ernesto Nathan sirvió como alcalde de Roma en los años 1907-13. En Italia hubo un total de tres jefes de Gobierno de origen judío: Alessandro Fortis (converso), el mencionado Luigi Luzzatti y Sidney Sonnino (judío solo por parte de su padre y religión anglicana).
La presencia judía en la Universidad y en la vida cultural italiana de principios del siglo XX fue muy fuerte. Basta recordar al filólogo Salomone Morpurgo, que en 1905 fue nombrado director de la Biblioteca Nacional Central de Florencia, al doctor Salvatore Ottolenghi, al químico Giorgio Errera, al economista Achille Loria, al ingeniero Ugo Ancona, a los matemáticos Guido Fubini y Gino Fano, al jurista Angelo Sraffa, entre muchos otros. La contribución de las mujeres judías también fue fundamental, comenzando con Ernestina Paper, la primera mujer en 1877 en recibir un título de una universidad italiana, en medicina.
Alrededor de 1890 la comunidad judía en Italia era de unas 45.945 personas de las cuales 2.100 en Florencia, en Livorno 4.050, en Roma 6.500, en Nápoles 1.000, en Turín 3.600, en Bolonia 690, en Pisa 640, en Génova 530, en Siena 200, en Pitigliano 280, en Soragna 85, en Firenzuola 70, en Massa y Carrara 60, en Lucca 15, en Prato 50, en Busseto 60, en Pietrasanta 20.

#### Soldados judíos en la Primera Guerra Mundial
Al estallar la Primera Guerra Mundial, la comunidad judía italiana ascendía a unas 35.000 personas de una población total de unos 38 millones de habitantes. Aproximadamente 5.000 judíos italianos fueron reclutados durante el conflicto y aproximadamente la mitad de ellos sirvieron como oficiales (esto se debió al alto nivel promedio de educación entre los judíos italianos). Alrededor de 420 murieron o desaparecieron en acción; alrededor de 700 recibieron condecoraciones militares.
Los judíos de Italia movilizados en la Gran Guerra lo interpretan como una final del Risorgimento que les daría el reconocimiento como ciudadanos del Estado italiano. Por primera vez en la historia europea, los judíos se encuentran involucrados en un combate entre ellos y otros soldados judíos que sirven en las filas enemigas.
De hecho, unos 5.000 judíos de las fuerzas armadas italianas encontraron en los campos de batalla 350.000 judíos pertenecientes al ejército austrohúngaro (incluido un gran número de las regiones de Trieste y Fiume), 600.000 soldados judíos que servían en el ejército ruso, 50.000 judíos en las filas de los británicos, 50.000 judíos franceses y otros 100.000 alistados en el ejército alemán (de los cuales 12.000 morirán en la guerra).
Los filántropos judíos y la comunidad judía en Italia hacen todo lo posible para tratar de satisfacer las necesidades religiosas de los soldados judíos. Comités especiales facilitan la entrega de kosher alimentos y objetos rituales que incluyen libros de oración, Tefilín y mantos de oración (Talit), para permitir a las tropas respetar las tradiciones judías.·.

### Período de entreguerras y la era fascista
En las décadas de 1920 y 1930, los judíos italianos tenían entonces una presencia consolidada en la sociedad italiana, con importante presencia, tanto cuantitativa como cualitativa, haciéndose esto último especialmente evidente en la ocupación de puestos políticos de especial delicadeza y de marcado carácter nacional. Entre las personalidades más implicadas en la vida cultural de la primera posguerra se encuentran el escritor Italo Svevo, el poeta y crítico literario Angiolo Orvieto, el dramaturgo Sabatino López, el escultor Arrigo Minerbi, el pintor Amedeo Modigliani, y el pianista y músico Mario Castelnuovo-Tedesco. Desde 1925 Umberto Cassuto fue profesor universitario de hebreo en la Universidad de Florencia y luego en Roma. En el mismo año, Dante Lattes y Alfonso Pacifici fundaron La Rassegna mensile di Israel, una publicación periódica de la cultura y la historia judías.
El primer período de la posguerra fue también un período de gran agitación social y política. Ante el surgimiento del fascismo, los judíos italianos se dividieron. La reacción de los judíos italianos al ascenso del fascismo no fue uniforme y sin duda estuvo influida por motivaciones personales vinculadas en primer lugar al credo político y la clase social a la que pertenecen. La burguesía judía media y alta tomó posiciones que no eran hostiles ni abiertamente a favor del fascismo. Una de las figuras centrales de la fase original de los Fasci italiani di combattimento fue el empresario Cesare Goldmann, ya vinculado a Mussolini desde la Primera Guerra Mundial y financista del periódico fascista Il Popolo d'Italia. Goldmann puso a disposición la sede de la Asociación de Industriales de Lombardía donde tuvo lugar el 23 de marzo de 1919 el congreso fundacional de los Fasci italiani di combattimento, en el que él mismo participó.
Animados por fuertes sentimientos nacionalistas, muchos judíos se unieron a Gabriele D'Annunzio en la Gesta de Fiume en 1919 y a Benito Mussolini en la Marcha sobre Roma de octubre de 1922, en la que se estima que unos 230 judíos italianos participaron y que provocaría el ascenso al poder de Mussolini. 
Algunos judíos tendrían un papel importante en el Partido Nacional Fascista, en particular Aldo Finzi, subsecretario del Interior y miembro del Gran Consejo del Fascismo; Elio Morpurgo, en 1926 presidente del Instituto de liquidaciones, donde permaneció hasta 1933, la entonces directora técnica de la Opera Nazionale Balilla, Margherita Sarfatti, autora, entre otras cosas, en 1925 de la primera biografía hagiográfica de Benito Mussolini; Guido Jung, ministro de Hacienda entre 1932 y 1935; y Renzo Ravenna, podestà de Ferrara, de 1926 a 1938.
Igualmente relevante fue la presencia judía en los movimientos antifascistas, desde Claudio Treves a Vittorio Polacco, Ludovico Mortara, Eucardio Momigliano, Pio Donati, hasta los hermanos Rosselli, víctimas en 1937 del sicariato del régimen en París. De los 12 profesores universitarios que se negaron a unirse al Juramento de lealtad al fascismo en 1931, cuatro eran judíos: Giorgio Errera, Giorgio Levi della Vida, Vito Volterra y Fabio Luzzatto.
Un componente antisemita siempre estuvo presente en el movimiento fascista, liderado por políticos y escritores como Paolo Orano, Roberto Farinacci, Telesio Interlandi y Giovanni Preziosi.
Durante muchos años, sin embargo, no hubo medidas legislativas abiertamente antijudías, a pesar de que los judíos veían que las condiciones de igualdad que habían disfrutado en el nuevo estado italiano se reducían gradualmente. Los Pactos de Letrán de 1929 limitaron la libertad religiosa en Italia, reduciendo al judaísmo a un culto admitido. El régimen siguió manteniendo una actitud ambivalente. La "Legge Falco", del 30 de octubre de 1930, estableció un mayor control sobre la vida de las comunidades judías en Italia, pero también introdujo las medidas necesarias de simplificación y racionalización, que fueron bien recibidas por la mayoría de los judíos italianos. 
En 1927 se permitió la formación de la Asociación de Mujeres Judías de Italia (ADEI) y en 1935 se autorizó la construcción de la monumental sinagoga de Génova. Durante algún tiempo, el régimen pareció bastante interesado en explotar la presencia judía para expandir su esfera de influencia en el Mediterráneo (Libia, Grecia, Egipto) y en Etiopía (mediante la creación de un asentamiento judío en el África Oriental Italiana). Toda ambigüedad acabó en el desencadenamiento de la campaña antisemita en 1937 y la promulgación de las leyes raciales fascistas de 1938.

### Las leyes raciales fascistas
El punto de inflexión racista del régimen fascista tuvo lugar en 1938. Un documento fundamental, que jugó un papel importante en la promulgación de las llamadas leyes raciales es el Manifiesto de los científicos racistas (también conocido como el Manifiesto de la Raza), publicado por primera vez de forma anónima en la Giornale d'Italia el 15 de julio de 1938 con el título El fascismo y los problemas de la raza, y luego reeditado en el número uno de la revista La defensa de la carrera el 5 de agosto de ese mismo año y firmado por diez científicos. Entre las siguientes adhesiones al manifiesto publicado con protagonismo en la prensa fascista, destacan las de ilustres personalidades, o destinadas a serlo.
El Real Decreto ley de 5 de septiembre de 1938 —que estableció «Disposiciones para la defensa de la raza en la escuela fascista»— y el del 7 de septiembre —que estableció «Disposiciones para judíos extranjeros»— fue seguido (6 de octubre) por una «Declaración sobre la raza» emitida por el Gran Consejo del Fascismo. Esta declaración es adoptada posteriormente por el Estado nuevamente con un Real Decreto Ley con fecha del 17 de noviembre del mismo año. Por tanto, son muchos los decretos que, entre el verano y el otoño de 1938, fueron firmados por Benito Mussolini como jefe de Gobierno y luego promulgados por Vittorio Emanuele III, todos tendientes a legitimar una visión racista de la llamada cuestión judía. El conjunto de estos decretos y los documentos antes mencionados constituyen todo el corpus de leyes raciales.
La legislación racista tuvo un impacto inmediato y traumático en la vida de los judíos italianos que nunca habían experimentado discriminación desde la época del Risorgimento y habían vivido en libertad e igualdad de derechos con los otros ciudadanos italianos.
La legislación antisemita incluía: la prohibición del matrimonio entre italianos y judíos, la prohibición de que los judíos tengan trabajadoras domésticas de arias, la prohibición para todas las administraciones públicas y las empresas privadas de carácter publicista, como bancos y compañías de seguros, de tener judíos en su empleo, la prohibición de mudarse a Italia a judíos extranjeros, la revocación de la ciudadanía italiana otorgada a judíos extranjeros después de 1919, la prohibición de ejercer la profesión de notario y periodista y severas limitaciones para todas las llamadas ″profesiones intelectuales″, la prohibición de matricular a niños judíos —que no se convirtieron al catolicismo y que no vivían en áreas donde los niños judíos eran muy pocos para establecer escuelas judías— en las escuelas públicas, la prohibición para que las escuelas intermedias tomen como libros de texto trabajos en los que un judío haya participado de alguna manera. También se ordenó la creación de escuelas —por parte de las comunidades judías— específicas para niños judíos. Los maestros judíos solo podrían trabajar en dichas escuelas.
Algunos de los científicos e intelectuales judíos afectados por la disposición del 5 de septiembre (especialmente en lo que respecta al mundo de la escuela y la enseñanza) emigran a los Estados Unidos. Entre ellos recordamos: Emilio Segrè, Achille Viterbi (padre de Andrew Viterbi), Bruno Pontecorvo, Bruno Rossi, Ugo Lombroso, Giorgio Levi Della Vida, Mario Castelnuovo-Tedesco, Camillo Artom, Ugo Fano, Roberto Fano, Salvatore Luria, Renzo Nissim, Piero Foà, Luigi Jacchia, Guido Fubini, Massimo Calabresi, Franco Modigliani. Otros encontrarán refugio en Gran Bretaña (Arnaldo Momigliano, Elio Nissim, Uberto Limentani, Guido Pontecorvo); en Eretz Israel (Umberto Cassuto, Giulio Racah); o en América del Sur (Carlo Foà, Amedeo Herlitzka, Beppo Levi). Enrico Fermi y Luigi Bogliolo, cuyas esposas eran judías, también se irán de Italia con ellos.
Quienes deciden quedarse en Italia se ven obligados a abandonar la cátedra. Entre ellos: Tullio Ascarelli, Walter Bigiavi, Mario Camis, Federico Cammeo, Alessandro Della Seta, Donato Donati, Mario Donati, Marco Fanno, Gino Fano, Federigo Enriques, Giuseppe Levi, Benvenuto Terracini, Tullio Levi-Civita, Rodolfo Mondolfo, Adolfo Ravà, Attilio Momigliano, Gino Luzzatto, Donato Ottolenghi, Tullio Terni y Mario Fubini.
Entre las renuncias ilustres de las instituciones científicas italianas se encuentran las de Albert Einstein, entonces miembro de la Accademia dei Lincei.

#### La Iglesia y las leyes raciales
El 28 de julio de 1938, el Papa Pío XI pronunció un discurso en el Colegio Misionero de Propaganda Fide,expresando la opinión de que el género humano  "todo el genero humano, es uno, grande, raza humana universal (...) Uno puede preguntarse por qué Italia necesitaba ir e imitar en Alemania (...)" y la Alianza Israelita Universal le agradeció este discurso.
En septiembre del mismo año, en un discurso a los peregrinos belgas, Pío XI proclamó:
«Escucha con atención. Abraham es llamado nuestro patriarca, nuestro antepasado (...). El antisemitismo es un movimiento de odio, con el que los cristianos no tenemos nada que ver. El antisemitismo es inadmisible. Espiritualmente todos somos semitas.»
El Ministerio de Cultura Popular fascista prohibió entonces a todos los diarios, periódicos y revistas de Italia tomar de L'Osservatore Romano artículos contra el racismo y publicar otros artículos por iniciativa propia, aunque fueran contra el racismo alemán. Pío XI se sintió muy atraído y exclamó (textualmente) al padre Tacchi Venturi: "¡Pero esto es enorme! Pero me da vergüenza... Me avergüenzo de ser italiano. ¡Y tú, Padre, dile a Mussolini también! ¡Yo, no como Papa, sino como italiano, me avergüenzo! El pueblo italiano se ha convertido en un montón de ovejas estúpidas. Hablaré, no voy a tener miedo. Me preocupo por el Concordato, pero cuanto más me preocupo por mi conciencia. ¡No voy a tener miedo! Prefiero ir y mesgó. Tampoco le pido a Mussolini que defienda el Vaticano. Incluso si la plaza estará llena de gente, ¡no tendré miedo! Aquí todos se han vuelto como muchos Farinacci. ¡Estoy verdaderamente amargado, como Papa y como italiano!"
En cambio, La Civiltà Cattolica, el órgano oficial de los jesuitas, tomó posiciones cercanas al antisemitismo en 1938. Comentando el Manifiesto de científicos racistas, creyendo detectar una diferencia notable entre el racismo fascista y el racismo nazi:
«Aquellos que son conscientes de las tesis del racismo alemán notarán la considerable diferencia entre las propuestas por este grupo de eruditos fascistas italianos. Esto confirmaría que el fascismo italiano no quiere ser confundido con el nazismo o el racismo alemán inherente y explícitamente materialista y anticristiano.»
Mientras que algunos prelados católicos trataron de encontrar compromisos con el fascismo, muchos otros se declararon abiertamente en contra del racismo. El arzobispo de Milán, el cardenal Schuster, que había apoyado la asociación Opus Sacerdotale Amici Israël, condenó el racismo como herejía y peligro internacional (...) no menos que el bolchevismo en su homilía del 13 de noviembre de 1938 en la Catedral de Milán.

### Segunda Guerra Mundial

#### Italia aliada con la Alemania nazi (1940-1943)
La primera consecuencia de la entrada de Italia en la guerra en junio de 1940 del lado de la Alemania nazi fue el establecimiento de una densa red de campos de internamiento reservados principalmente para los refugiados judíos extranjeros, pero también para aquellos judíos italianos considerados "peligrosos" porque eran antifascistas.
Por primera vez también hubo episodios de violencia antijudía, que en Trieste y Ferrara resultaron en el saqueo de las sinagogas locales. La mayoría de los campos de internamiento (y entre ellos los más grandes, los de Campagna, cerca de Salerno y Ferramonti di Tarsia en Calabria) se encontraban en el sur de Italia, un elemento que después de la guerra resultará decisivo para la salvación de los internados. La vida en los campamentos era difícil, pero el modelo adoptado era más bien el de los campos confinados; a los internados se les concedió una cierta libertad de circulación y autonomía organizativa, y la posibilidad de recibir ayuda y asistencia del exterior.
En el lado judío, la respuesta fue hecha por el establecimiento de DELASEM (Delegación para la Asistencia de Emigrantes Judíos), una sociedad de asistencia a refugiados creada por la Unión de Comunidades Judías en Italia el 1 de diciembre de 1939. A lo largo del primer período de la guerra hasta el 8 de septiembre de 1943, DELASEM pudo llevar a cabo legalmente una labor fundamental en la asistencia a los refugiados judíos, haciendo que las condiciones de vida en los campos fueran menos duras, favoreciendo la emigración de miles de internados y así sacarlos efectivamente del exterminio. La red de relaciones establecida por DELASEM, especialmente con obispos y círculos católicos, será decisiva para la continuación de sus actividades en condición de clandestinidad después del 8 de septiembre de 1943.
A lo largo del primer período de la guerra, el régimen fascista y el ejército italiano se adhirieron a las políticas discriminatorias puestas en marcha con las leyes raciales, que no contemplaban el exterminio físico de los judíos bajo jurisdicción italiana o su rendición al aliado alemán, favoreciendo soluciones más bien alternativas como la emigración a países neutrales. Así que en 1942 el comandante militar italiano en Croacia se negó a entregar a los judíos de su área a los nazis. En enero de 1943, los italianos se negaron a cooperar con los nazis para acorralar a los judíos que vivían en el área ocupada de Francia bajo su control, y en marzo impidieron que los nazis deportaran a los judíos de su área. El ministro de Asuntos Exteriores alemán, Joachim von Ribbentrop, presentó una queja a Benito Mussolini protestando porque "los círculos militares italianos (...) carecen de una comprensión correcta de la cuestión judía".

#### La ocupación alemana y la República Social Italiana (1943-1945)

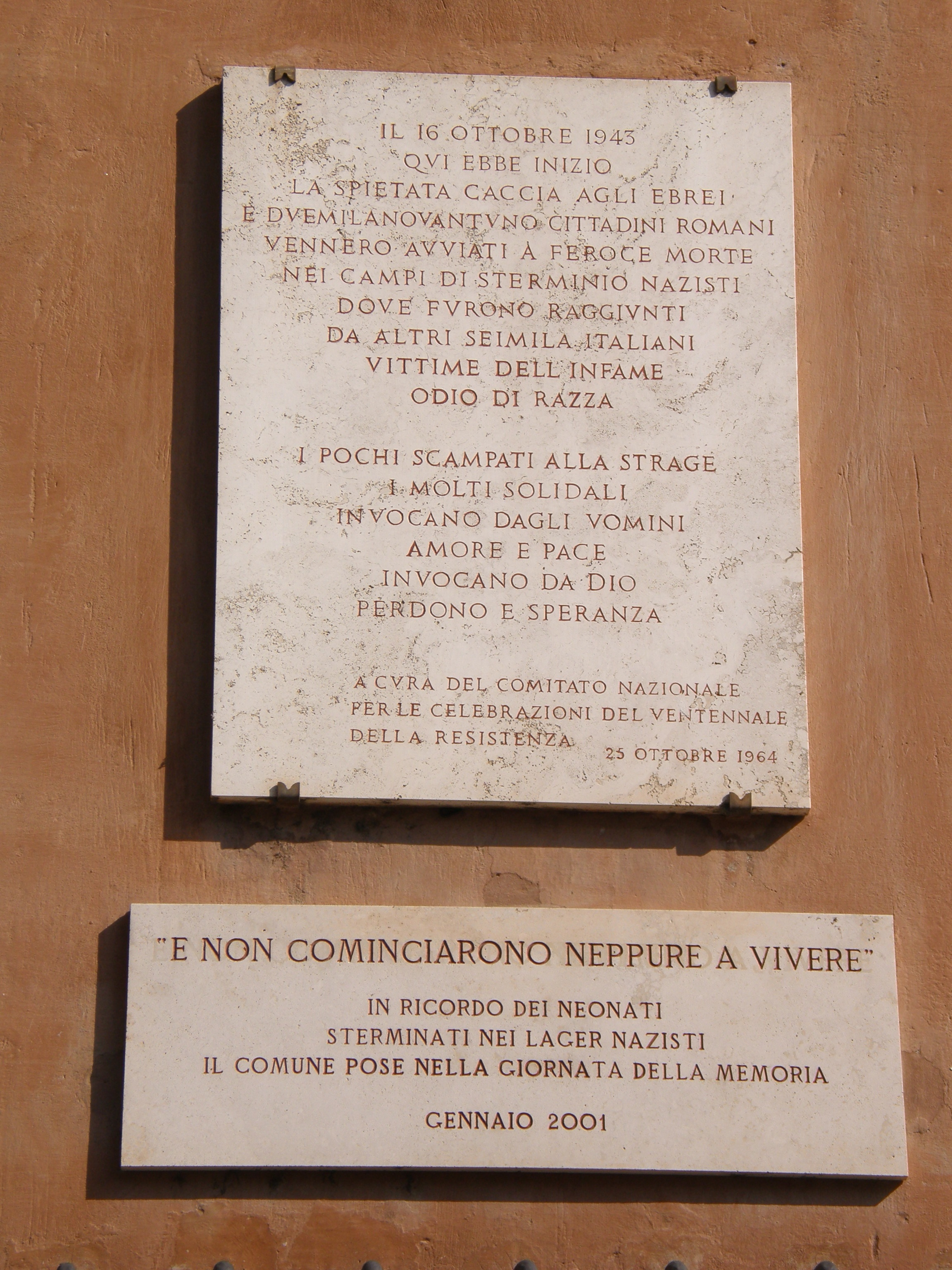
Memorial del Holocausto en el Gueto de Roma

Con la ocupación alemana tras el armisticio firmado por Italia en septiembre de 1943 y con la constitución de la República Social Italiana, la máquina de la muerte del Holocausto se puso en marcha en Italia, con la intención de aplicar la "solución final" a toda la población judía en Italia.
Las tropas alemanas ya presentes en Italia se retiran en la Línea Gustav entre Roma y Nápoles en Cassino, abandonando el sur de Italia considerado indefendible tras el desembarco en Sicilia de los Aliados. Esto significó la liberación casi inmediata de todos los judíos en los principales campos de internamiento en el sur de Italia. En Ferramonti di Tarsia y Campagna, con la ayuda de la población local, los internados se dispersaron en el campo circundante al paso de las tropas alemanas en retirada y pudieron así celebrar la liberación a la llegada de los Aliados.
Para los judíos del centro-norte (para los internados en los campos, pero ahora también para los judíos italianos, casi todos residiendo en las zonas de ocupación alemanas), la situación se volvió dramática. No faltaron masacres y matanzas in situ: en el lago Maggiore, en Meina, en Ferrara, para culminar en Roma el 24 de marzo de 1944 con la Masacre de las Fosas Ardeatinas, donde 75 de las 335 víctimas eran judíos. Pero la persecución se realiza principalmente a través del arresto y deportación de judíos a los campos de exterminio de Europa Central. 
A esta obra se dedican las tropas de ocupación alemana que en octubre de 1943 asaltaron el gueto judío de Roma y en noviembre de 1943 deportaron a los judíos de Génova, Florencia y Borgo San Dalmazzo. A partir del 30 de noviembre de 1943, las autoridades policiales y las milicias de la República Social Italiana también se dedicaron a las deportaciones por sí mismas y de manera sistemática. 
Los alemanes se quedaron con la gestión del transporte ferroviario, mientras que a los republicanos se les confiaron las operaciones policiales para la búsqueda y captura de los fugitivos. De los campos de internamiento pasamos a un sistema integrado de campos de concentración y tránsito, destinado a organizar el transporte ferroviario a los campos de exterminio, principalmente Auschwitz. El campo de tránsito de Fossoli y el campo de Bolzano se convirtieron en las sangrías de las deportaciones en Italia, mientras que la Risiera di San Sabba sirvió como el principal lugar de reunión para los judíos de Friuli y Croacia.
Los judíos, por otro lado, fueron ayudados por una vasta red de solidaridad. DELASEM pudo continuar su trabajo en la clandestinidad gracias al apoyo decisivo de los no judíos (en primer lugar el obispo de Génova Card. Pietro Boetto), que mantuvo vivos los centros operativos de Génova y Roma. Ciudadanos privados, pero también institutos religiosos, orfanatos, parroquias abrieron sus puertas a los fugitivos. La geografía de los lugares de refugio ofrece un impresionante mapa de las dimensiones del fenómeno, que afectó prácticamente a todo el territorio italiano, desde Milán, Turín, Florencia, Génova, hasta Roma. 
Entre los episodios más significativos se encuentran la ayuda ofrecida a gran escala por los conventos romanos a los judíos de la capital, el rescate de los niños de Villa Emma en Nonantola, que entre el 6 y el 17 de octubre de 1943 fueron puestos a salvo en Suiza, y la salvación de los judíos que se refugiaron en Asís bajo la protección del Subsuelo de Asís dirigido por Don Aldo Brunacci y el obispo Giuseppe Placido Nicolini. Estos y otros episodios han sido objeto de publicaciones, películas y documentales. 
Hay más de 500 italianos no judíos reconocidos por el Instituto Yad Vashem de Israel como Justos entre las Naciones por su papel en ayudar a los judíos; entre ellos hay obispos, sacerdotes, monjas, pastores protestantes y ciudadanos comunes. Se estima que alrededor de 7.500 judíos italianos fueron víctimas del Holocausto (de los 58.412 ciudadanos italianos de "raza judía o parcialmente judía" encuestados en 1938). El 13% de los judíos italianos no sobrevivieron a la guerra.
En el período inmediato de la posguerra, Italia también debido a su posición geográfica se convertirá en una de las terminales más importantes de la emigración que empuja a miles de judíos que sobrevivieron al Holocausto de Europa Central a Eretz Israel, entonces todavía bajo mandato británico. En Italia hay numerosos campos de tránsito para refugiados judíos, entre los cuales los más importantes son los de Sciesopoli en Bérgamo (donde se acogen los niños de Selvino, pequeños huérfanos del Holocausto) y el campo de refugiados judíos de Santa Maria al Bagno en Puglia.
Algunas de las personas involucradas en las masacres fueron condenadas en el período de posguerra. El general Kurt Malzer, el comandante nazi en Roma que ordenó la masacre de las Fosas Ardeatinas, murió en prisión en 1952. El austriaco Ludwig Koch, jefe de la Gestapo y de la policía fascista italiana en Roma, fue condenado a 3 años de prisión tras la guerra.

### El período de posguerra

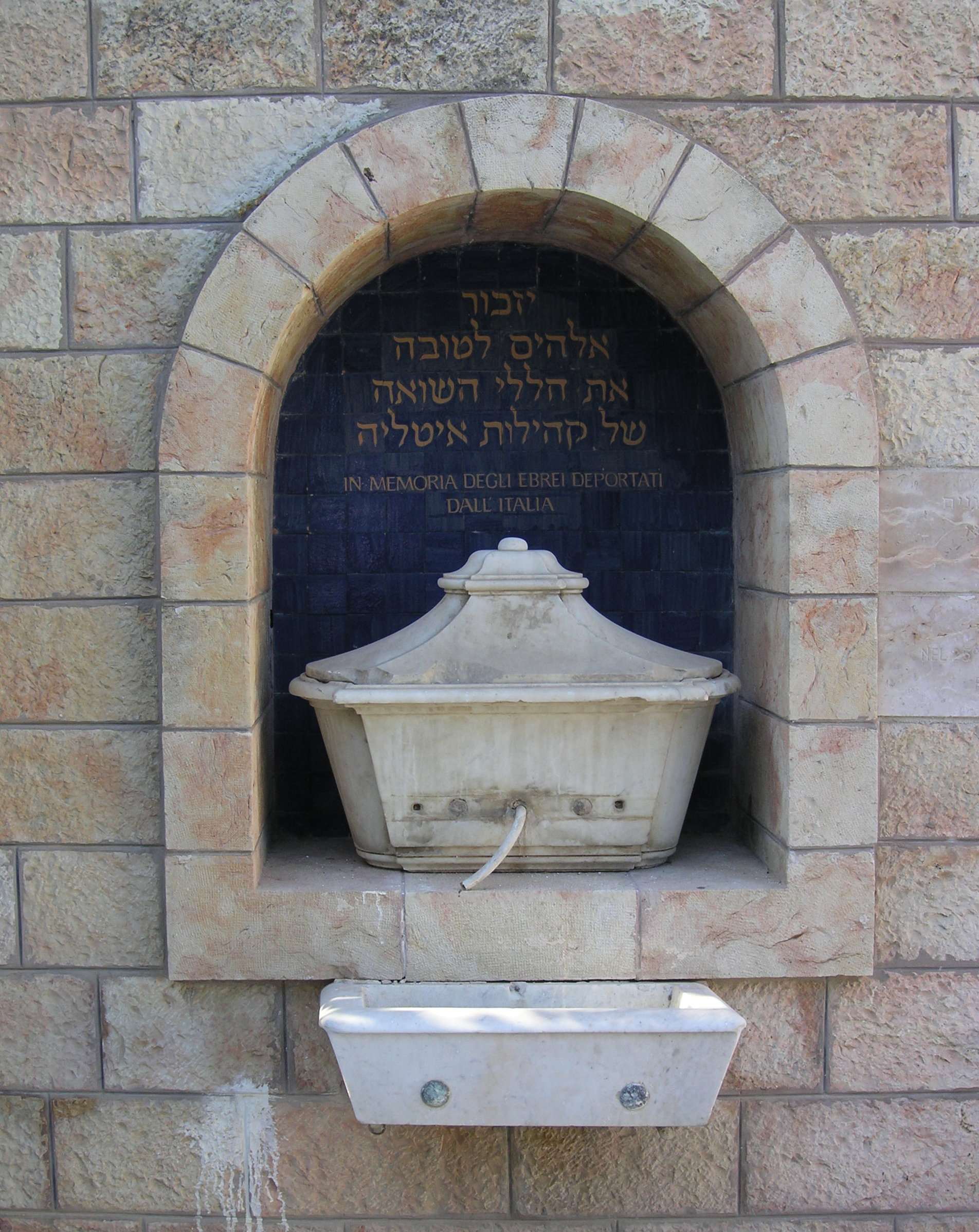
Memorial en Jerusalén que reza:
"Dios recordará bien a los mártires de las comunidades de Italia."
"En memoria de los Judíos deportados de Italia."

Se estima que alrededor de 10.000 judíos italianos fueron deportados a campos de concentración y exterminio, de los cuales 7.700 perecieron en el Holocausto, de una población judía de antes de la guerra que ascendía a 58.500 (46.500 por religión judía y 12.000 hijos convertidos o no judíos de matrimonios mixtos).
En el período de posguerra, el número de judíos que vivían en Italia disminuyó considerablemente no solo como resultado de las deportaciones y el antisemitismo de la Segunda Guerra Mundial, sino también como resultado de la emigración y la asimilación. A pesar de la afluencia de refugiados —la mayoría de los cuales finalmente optaron por emigrar a Israel en 1948-1952— y la llegada de unos 2000 refugiados judíos de Libia, una antigua colonia italiana. Se establecieron principalmente en Roma, donde crearon una nueva sinagoga y constituyeron un tercio de la comunidad judía, así como en Milán y, más incidentalmente, en Livorno.
La comunidad sobreviviente pudo mantener su carácter distintivo a lo largo de las décadas siguientes y continuó teniendo un papel importante en los campos de la política, la literatura, la ciencia y la industria. Las comunidades judías italianas se reorganizan, gracias también a la ayuda de los correligionarios estadounidenses: se reconstruyen aquellas sinagogas devastadas por los fascistas o destruidas por los bombardeos (como es el caso de la Sinagoga de Livorno); fuera de las sinagogas o en los cementerios judíos se colocan las lápidas con la triste lista de las víctimas de la deportación. Nuevas escuelas judías están abiertas, con algunas muy ampliadas (por ejemplo, Roma y Milán). Los jóvenes judíos reciben una preparación más completa que la generación pasada, y el hebreo moderno ahora también se estudia en las escuelas judías.
Personalidades de origen judío emergen como figuras destacadas de la cultura italiana de la posguerra. Entre ellos se encuentran escritores como Giorgio Bassani, Natalia Ginzburg, Primo Levi, Alberto Moravia y Elsa Morante, actores como Arnoldo Foà, Vittorio Gassman y Franca Valeri e intelectuales como Umberto Terracini, Vittorio Foa, Carlo Levi, Giacomo Debenedetti, Leo Valianiy y Bruno Zevi. Otros judíos italianos encuentran fama y reconocimiento internacional, comenzando con los premios nobel Emilio Segrè (1959), Salvatore Luria (1969), Franco Modigliani (1985) y Rita Levi-Montalcini (1986). 
Desde el punto de vista religioso, la figura de Elio Toaff, rabino jefe de Roma de 1953 a 2002, destaca entre todos en Italia. Desde la elección del papa Juan XXIII en 1958, las relaciones judeocristianas han experimentado una notable mejora. Las acciones de solidaridad maduradas en los años de persecución en torno a la experiencia de DELASEM ya habían iniciado en el nivel básico también en Italia las primeras iniciativas de Diálogo judeocristiano, pero a nivel oficial los contrastes con el papa Pío XII no habían cesado, por su conducta durante la guerra y por la forma en que el Vaticano había gestionado en el período inmediato de posguerra la conversión del rabino jefe de Roma Eugenio Zolli. 
La publicación del documento Nostra Aetate en 1965 al final del Concilio Vaticano II con su enérgica condena del antisemitismo abre ahora una nueva fase en las relaciones judeocristianas. El interés público en el conocimiento y la preservación de la cultura judía también está creciendo. En 1979 nació la Asociación Italiana para el Estudio del Judaísmo, que reúne a académicos e investigadores universitarios sobre el tema.
Un aumento significativo de judíos ocurrió durante la década de 1970 debido a la llegada de judíos iraníes (después del derrocamiento del Shah) y judíos del norte de África (principalmente procedentes de Libia después de la toma del poder por parte de Gaddafi).
En 1980 se fundó en Florencia la editorial La Giuntina, especializada en la publicación de obras (italianas y extranjeras) de la cultura judía. 
En 1982 los judíos italianos sufrieron un grave atentado en la Sinagoga de Roma por el terrorismo palestino, en el que murió un niño de 2 años y 37 resultaron heridos.
En 1983 Tullia Zevi fue elegida Presidenta de la Unión de Comunidades Judías Italianas, permaneciendo en el cargo hasta 1998. El 13 de abril de 1986, el proceso de reconciliación entre la Iglesia Católica y la comunidad judía italiana experimentó otro hito con la visita del Papa Juan Pablo II al Gran Templo de Roma, recibido por el Gran Rabino Elio Toaff. Es la primera vez en la historia que un Papa entra en una sinagoga. En la ola de emociones despertadas por el evento, la posterior publicación de la autobiografía de Elio Toaff, Perfidi Giudei, Fratelli Maggiore (Milán: Mondadori, 1987), también tiene un gran impacto.
El 27 de febrero de 1987 Tullia Zevi y el entonces primer ministro Bettino Craxi firmaron el Acuerdo previsto por el art. 8 de la Constitución italiana, pero nunca implementada, que regula las relaciones entre el Estado italiano y los judíos italianos.
A principios de los años 90 se reavivó el interés de la opinión pública internacional por los acontecimientos del Holocausto, también gracias a la película de Steven Spielberg, La lista de Schindler y al compromiso personal asumido por el director para recoger los recuerdos de los perseguidos. También en Italia se publican varias historias autobiográficas de ex deportados, pero el verdadero punto de inflexión lo da en 1997 la película de Roberto Benigni, La vita è bella, marcada por un increíble éxito popular y galardonada en 1999 con tres Premios Oscar.

## Situación en elsigloXXI
Los principales centros del judaísmo italiano actual son Roma y Milán. La tasa de natalidad es baja, mientras que los matrimonios mixtos son numerosos. Las comunidades judías italianas se agrupan dentro de la UCEI (Unione delle Comunità Ebraiche Italiane), que creó en 2009 el sitio web Moked (מוקד) moderado en particular por Marco Ascoli Marchetti, Presidente de la Comunità ebraica, y una nueva Pagine Ebraiche mensual. El sitio web de Morasha sobre la cultura judía italiana ofrece artículos de calidad. Existen escuelas judías primarias, así como una escuela ORT y dos Yeshivot, en Roma y Turín. El Gran Rabino de Roma es desde 2002 Riccardo Di Segni, quien también es médico radiólogo y el presidente de la UCEI es desde 2006 abogado, Renzo Gattegna. En 2006, una antigua sinagoga transformada en iglesia durante cinco siglos, Santa Maria in Scolanova fue devuelta al culto judío en Trani.
La comunidad judía estuvo marcada por tres atentados terroristas, el de la sinagoga de Roma, el 9 de octubre de 1982, donde murió un bebé, el del transporte italiano Achille Lauro, en octubre de 1985, donde fue asesinado un pasajero judío estadounidense, y el del mostrador de El Al del aeropuerto de Roma, el 27 de diciembre de 1985, muriendo dieciséis personas. La profanación de cementerios judíos como el de Roma en julio de 2002 llevó a la comunidad judía y a la diáspora.
El evento reciente más notable sigue siendo la visita del Papa Juan Pablo II a la sinagoga de Roma el 13 de abril de 1986, donde fue recibido por el Gran Rabino de Roma Elio Toaff. Durante esta primera visita de un Papa a una sinagoga, el Papa se dirige a los judíos diciéndoles: 

Ustedes son nuestros hermanos favoritos y, en cierto modo, podríamos decir nuestros hermanos mayores...

Benedicto XVI renueva esta visita el 17 de enero de 2010, en un contexto más difícil, tras el proyecto de beatificación de Pío XII. Durante su discurso, el Papa recuerda que Pío XII salvó a los judíos "a menudo de manera oculta y discreta", mientras que el presidente de la comunidad judía de Roma, Riccardo Pacifici, recordó que "el silencio de Pío XII durante el Holocausto" sigue siendo doloroso. El 17 de enero de 2016, el Papa Francisco es recibido a su vez en la sinagoga de Roma.
El éxito de Beppe Grillo en las elecciones generales de febrero de 2013 preocupa a los judíos italianos y franceses hasta el punto de provocar una declaración del CRIF. La política antiinmigración introducida por el gobierno que llegó al poder en junio de 2018 preocupa a las organizaciones judías italianas que temen que el clima político pueda favorecer a los antisemitas.
La igualdad de derechos, proclamada por el Estatuto albertino Con creciente influencia de Hitler en el fascismo italiano se aprueban en 1938 las leyes raciales un conjunto de medidas legislativas y administrativas (leyes, decretos, circulares, etc.) que fueron lanzadas en Italia entre 1938 y los primeros cinco años de la década de 1940, dirigidas principalmente –pero no exclusivamente– contra las personas de religión judía. La ocupación alemana de Italia durante la Segunda Guerra Mundial condujo a la deportación a los campos de exterminio nazis de 7.500 a 50.000 judíos italianos, de los cuales quedaron pocos sobrevivientes, entre ellos, Primo Levi. 
Durante la década de 1940, huyendo de la Guerra y la persecución, miles de judíos italianos se marcharían hacia el continente americano, principalmente a Estados Unidos y en especial a la Argentina, destino común de los emigrantes italianos del siglo XIX y XX. En marzo de 1944 el entonces presidente argentino Edelmiro Julián Farrell levanta las medidas que dificultaban la inmigración judía y facilita la llegada de miles de judeoitalianos que se integraron fácilmente a la sociedad argentina.
Después de la guerra, Italia recibió a muchos judíos de Libia, Irán y, en menor parte, de Europa oriental. La comunidad judía italiana ha decrecido desde los 26.706 miembros en 1995 hasta los 23,901 en 2014.